# Vranov nad Dyjí
Vranov nad Dyjí (do roku 1986 Vranov, německy Frain) je městys v okrese Znojmo v Jihomoravském kraji, který se rozkládá pod přehradní nádrží Vranov v údolí řeky Dyje ve značně rozčleněném terénu. Samotný městys je spojen silnicí druhé třídy Lesná–Šafov, která se v zákrutách svažuje do městečka v údolí a následně jej opouští směrem k zámku umístěném na vysokém skalním ostrohu. Historické jádro obce, Benátky a osady Přední Hamry a Zadní Hamry (Alter Hammer a Unterer Hammer) se nachází v údolí na levém říčním břehu, kdežto ostatní mladší zástavba jako Leopoldovo město (Leopoldau) byla situována na sever od historického jádra na pravém břehu do jihovýchodního svahu. Řeka Dyje v údolí a zalesněné svahy kolem ní limitují do jisté míry rozvoj stavební zástavby. Žije zde 843 obyvatel.
Sousedními obcemi sídla jsou Štítary, Horní Břečkov, Podmyče, Onšov a Lančov.
Z dálky dominuje celé krajině mohutná stavba zámku na vysoké skále, při vjezdu do města upoutá rozlehlé koryto Dyje a mírně svažité historické náměstí s morovým sloupem, na jehož vrcholu stojí na zeměkouli Panna Marie Neposkvrněná. Další historické zákoutí v centru městečka vytváří farní kostel Nanebevzetí Panny Marie s farou a areálem bývalého hřbitova s karnerem. Panorama Vranova poničila necitlivá socialistická zástavba bytových a rodinných bytů nad pravým břehem v lokalitě „Zátiší“. Městys postrádá samostatné výrobní území a současná průmyslová výroba je součástí zastavěného městyse. Na katastru Vranova se nachází dva brownfields areály. Předválečná zemědělská výroba na vranovském statku (Frainer-Hof) nebyla obnovena a jeho schátralé budovy s okolními pozemky by měly být podle územního plánu využity ke smíšené zástavbě. Zrovna tak bývalá keramická manufaktura (ve 20. století podnik Tesla) má do budoucnosti sloužit občanské vybavenosti.
Na místě původní zámecké zahrady se nachází sportovní areál, severně nad městečkem hřbitov a hned v sousedství navazují rekreační budovy. Za první republiky vybudovaná přehrada podnítila zvláště za socialismu rozvoj nevábné rekreační zástavby, která celkový urbanistický ráz značně narušuje jako například některá větší rekreační zařízení přímo v zástavbě města nebo samostatné rekreační středisko „Klatovka“ na „Ptačím vrchu“. „Vranovská pláž“ se nachází zčásti v katastru Vranova, zčásti na katastru obce Štítary. Chaty individuální rekreace lemují břehy „Lančovské zátoky“ a další přehradní lokality. Od roku 2002 je Vranov nad Dyjí součástí krajinné památkové zóny Vranovsko-Bítovsko.

## Názvy

### Název obce
Původ místního jména Vranov by mohl podle Šrámka s Luttererem být odvozen přivlastňovací příponou -ov z osobního jména Vran (ze
základu vran, vraný-černý-tmavý) a vyjadřuje »Vranův (majetek)«. Český název městečka byl tak následně přejat do němčiny v podobě Wren (1239), kde koncovka -ov odpadla. V německém nářečí měl pak Vranov podobu Frain (něm. úřední název do roku 1945). Erbovní právo bylo Vranovu uděleno v roce 1568 a od roku 1668 je jeho součástí černý (vraný) pták. Původnímu erbu také dominovala černá barva.

### Názvy tratí a pomístní názvy do roku 1945
Grenzfelsen, Raubschütz, Drei Wiesen, Gelber Stein, Alter Hammer (Unterhammer, Oberhammer), Waldbreiterwies, Waldwies, Schmierofenwies, Hochstand, Kuhberg, Mühldicken, Smetana Mais, Granatengraben, Scheideg, Uhufelsen, Weiberleiten, Kaiserwald, Spiegel nebo Ziegelbreite, Gräfinwiese, Maria Schutz (Diana Tempel), Pöllerplatz, Kalkofen, Philosophenhäuschen, Frainer Hof (Wolfshof), Kreuzberg, Einnehmer-Marterl, Galgenberg, Auerkreuz, Kumpa-Marterl, Clary-Kreuz, Pfefferberg, Bründelgraben, Hammergraben, Saugraben, Toter Mann, Schindergrube, Eisleiten/Obelisk, Czelothberg, Engelsitz, Martinswand, Kessel, Pastete, Breitauer, Lusthaus, Hubertuswiese, Schwalbenfelsen, Mitterngarten, Breitau (Bratau), Kreuzallee, Kleineallee, Saathübel, Häuselmais, Bindergraben, Hammerköpfl, Batschibach (Helenental), Feliziental, Holzschlag, Sulz, Helenenwarte, Mittermühle (Villa Navratil), Pointnermühle, Marktmühle, Wagenremisen, Villenviertel, Römerbrücke, Helenenkapelle, Mater Dolorosa, Josefskapelle, Windschauer Berg, Mniszek Kreuz, Römerbrücke, Phölizien Bach, Kainzengrabenbach, Kainzengraben, Felizienbrunn, Tanzplatz (Pöllerplatz, Böllerplatz), Rosen Hain.

### Pomístní názvy po roce 1945
Křížová alej (Malá alej, U Malé aleje, Zámecká alej), Babylon (Helenina vyhlídka, Zikkurat), Benátky, U veteriny, Kourkův val, Braitava, Hambálkova branka, Bunkr na Statku, Cihelna pod přehradou, Do cihelny, Leopoldova čtvrť, Jelenův vodárenský domeček, Domov, Dům filozofů, Růžičkový dům, Zahradníkův dům, Dvorek (Kočárovna, Malý dvůr, Přední dvůr), Vlčí dvůr (Statek, Státní statek, Vranovský statek, Zámecký statek), Pod elektrárnou, U vedení, Fóglštós (Ptačák, Ptačí vrch), Dolní Hamry (Zadní Hamry), Horní Hamry (Přední Hamry), Stará hasičárna, Havličák, U Herolda, Na hraběnce (Helenina louka, Hraběnčina louka), Dianin chrám, Na Ippu, Sněžná jáma, U Jelena, Poustevníkova jeskyně, Kameňák (Kamenný most, Římský most), Kaple sv. Heleny, Kaple výběrčího (Kaplička Nejsvětější Trojice), Kaplička na Kozině, Kaplička u benzinky (Poklona svatého Josefa), Katovna, Klatovka, Dvořákův komunál, Na Kopalce (Kopalova louka), Onšovský kopec, Vraní věž, Kourkův kopeček, Kozí stezka, Krojcperk, Klaryho kříž, Mniszkův kříž, Braitavský letohrádek, U letohrádku, Pod lípama, Helenina louka (Hraběnčina louka, Na hraběnce), Maleniště, Mlíkárna, Barokní mlýn (Grundův mlýn, Panský mlýn), Jelenův mlýn (Pointnerův mlýn), Kumpova muka (Kumpova poklona), Nebesák (Nebeský rybníček), Obelisk (Helenin obelisk, Obelisk nad slujema, Zikkurat), U Palů, Paštika, Pětice, Pionýrák, Felicitin potok, Junácký potok, Junácké údolí (Kočičí údolí),
Na rafandě, Farská zahrada, Serpentiny, Ledové sluje, Martinská stěna, Felicitina studánka, Tanečnice (Vyhlídka nad silnicí), Helenino údolí (Felicino údolí), Čelotův vrch, Šibeniční vrch, Hallamasskova vyhlídka.

## Poloha
Městys Vranov nad Dyjí leží v jihozápadní části Jihomoravského kraje a je od okresního města Znojmo vzdálen cca 20 km a to po silnici II/398, II/408 a I/38. Do krajského města Brna vede nejkratší cesta po silnici I/38 do Znojma a pokračuje po silnici I/53, tato vzdálenost činí cca 90 km. Dálnice D1 je dosažitelná po 60 km ve Velkém Meziříčí a dálnice D2 po cca 80 km.
| Růžice kompasu | Lančov   | Vodní nádrž Vranov | Onšov         | Růžice kompasu |
| Růžice kompasu | Jazovice | Sever              | Horní Břečkov | Růžice kompasu |
| Růžice kompasu | Jazovice | Vranov nad Dyjí    | Horní Břečkov | Růžice kompasu |
| Růžice kompasu | Jazovice | Jih                | Horní Břečkov | Růžice kompasu |
| Růžice kompasu | Podmyče  | Felling            | Čížov         | Růžice kompasu |

## Veřejná správa a samospráva

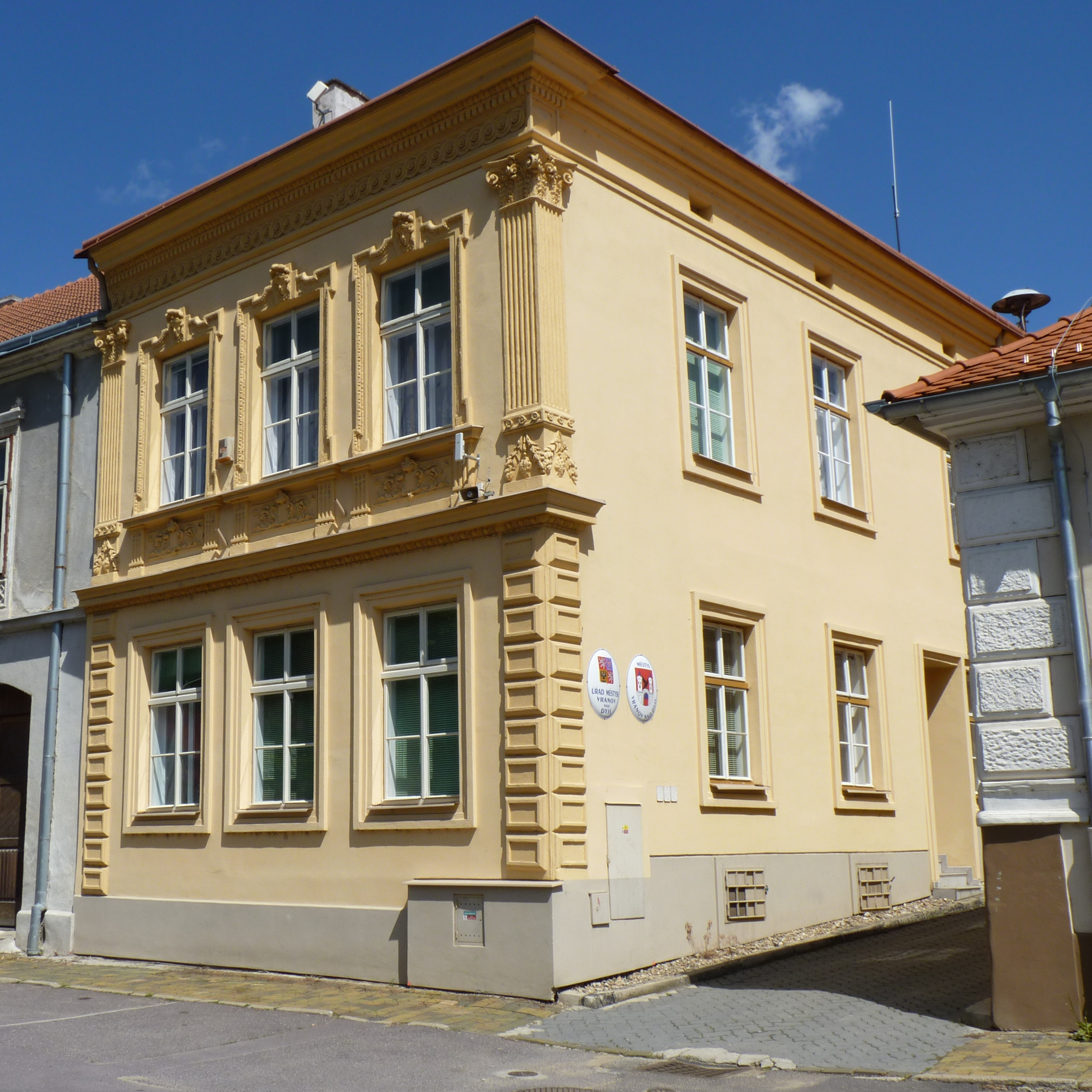
Úřad městyse Vranov nad Dyjí

V roce 1516 byla trhová ves Vranov povýšena na městečko a roku 1568 obdržela právo erbovní a pečetní. Vyšší soudní právo dokládá Šibeniční vrch (Galgenberg), kde stávala šibenice a kde se také popravovalo. Vranovský nižší soud je připomínán pranýřem, který se nedochoval. Vrchnostenské soudnictví z finančních důvodů převedla v roce 1740 Marie Anna Pignatelli na soud královského města Znojma. V letech 1850 až 1945 sídlil ve Vranově moravský okresní soud pro civilní a trestní právo. Dne 2. říjen 1849 přinesly Moravské noviny (Mährische Zeitung) rozpis o začleněných obcích Císařského královského okresního soudu vranovského, kam spadala bývalá panství Bítov (Chvaletice s osadami Augustov a Nové dvorce, Oslnovice, Vysočany, Zblovice), z bývalého panství Ctidružice obec Schröffelsdorf, bývalé panství Uherčice (Chrlopy, Freystein, Stálky, Uherčice, Vratěnín) a bývalé panství Vranov (Břečkov Horní, Čížov, Hanušov, Jezdovice, Lančov, Lukov s Novou vsí, Milíčovice, Petřín Nový, Petřín Starý, Podmyče, Šáfov, Štítary, Vracovice a Vranov).
Po oddělení moravskobudějovického okresu ze znojemského v roce 1855 připadly obce bývalého uherčického panství pod soudní okres Moravské Budějovice a v letech 1938–1945 byly opět přiděleny pod obvodní soud do Vranova pod župou Dolní Podunají. Farní matriky jsou vedeny od roku 1720. V roce 1781 se matriky staly veřejnými listinami a od roku 1784 nastala duchovním povinnost předávat údaje z matrik státním úřadům. Od roku 1950 stát převedl matriky na národní výbory. Od roku 1986 nese městečko nový název Vranov nad Dyjí.
Pod správní obvod pověřeného obecního úřadu Vranov nad Dyjí spadají obce: Bítov, Chvalatice, Korolupy, Lančov, Lesná, Lubnice, Onšov, Oslnovice, Podhradí nad Dyjí, Podmyče, Stálky, Starý Petřín, Šafov, Štítary, Šumná, Uherčice, Vracovice, Vranov nad Dyjí, Vratěnín, Vysočany, Zálesí a Zblovice. Dne 10. října 2006 byl obci navrácen status městyse. Stavební úřad, Matriční úřad a kontaktní pracoviště Úřadu práce sídlí v obci. Starosta Ing. Lubomír Vedra řídí Úřad městyse Vranov nad Dyjí. Místo tajemníka úřadu zastává Ing. Petr Grund. Úřad sestává z odboru stavebního, odboru pro vnitřní správu, odboru ekonomického, organizační složky místní knihovny a organizační složky Turistické informační centrum. Společně s jedním údržbářem a jednou uklízečkou zaměstnává 13 pracovníků.
Zastupitelstvo městyse po komunálních volbách v roce 2014 tvoří 8 členů ČSSD, 4 členové ze sdružení nezávislých kandidátů Vranov pro všechny a 3 členové KSČM. Zastupitelé z ČSSD a KSČM vytvořili společnou koalici. Od roku 1999 je obec členem Sdružení pro obnovu a rozvoj obcí Vranovska.

## Přírodní podmínky
Krajinná památková zóna Vranovsko-Bitovsko je co do rozlohy největší KPZ. Dominuje jí barokní zámek ve Vranově nad Dyjí s hrady Bítov, Nový Hrádek a Cornštejn, které se zvedají nad řekou Dyjí. Lesnaté údolí řeky rozčleněné meandry je pomyslnou osou celého území. Původní historickou podobu ztratilo říční údolí v 1. polovině 20. století přehrazením Dyje a stavbou Vranovské přehrady. Vranovsko spadá do Česko-moravské subprovincie a její oblasti Českomoravské vrchoviny. Celé území se rozkládá v geomorfologickém celku Jevišovické pahorkatiny. V centru dominuje podcelek Bítovské pahorkatiny. Na východní straně městyse zasahuje Znojemská pahorkatina. Samotný Vranov nad Dyjí je nejníže položeným místem Vranovska-Bítovska s 312 m n. m. Nejvyšším místem v okolní krajině je Býčí hora s 536 m n. m.

### Geologické a klimatické poměry

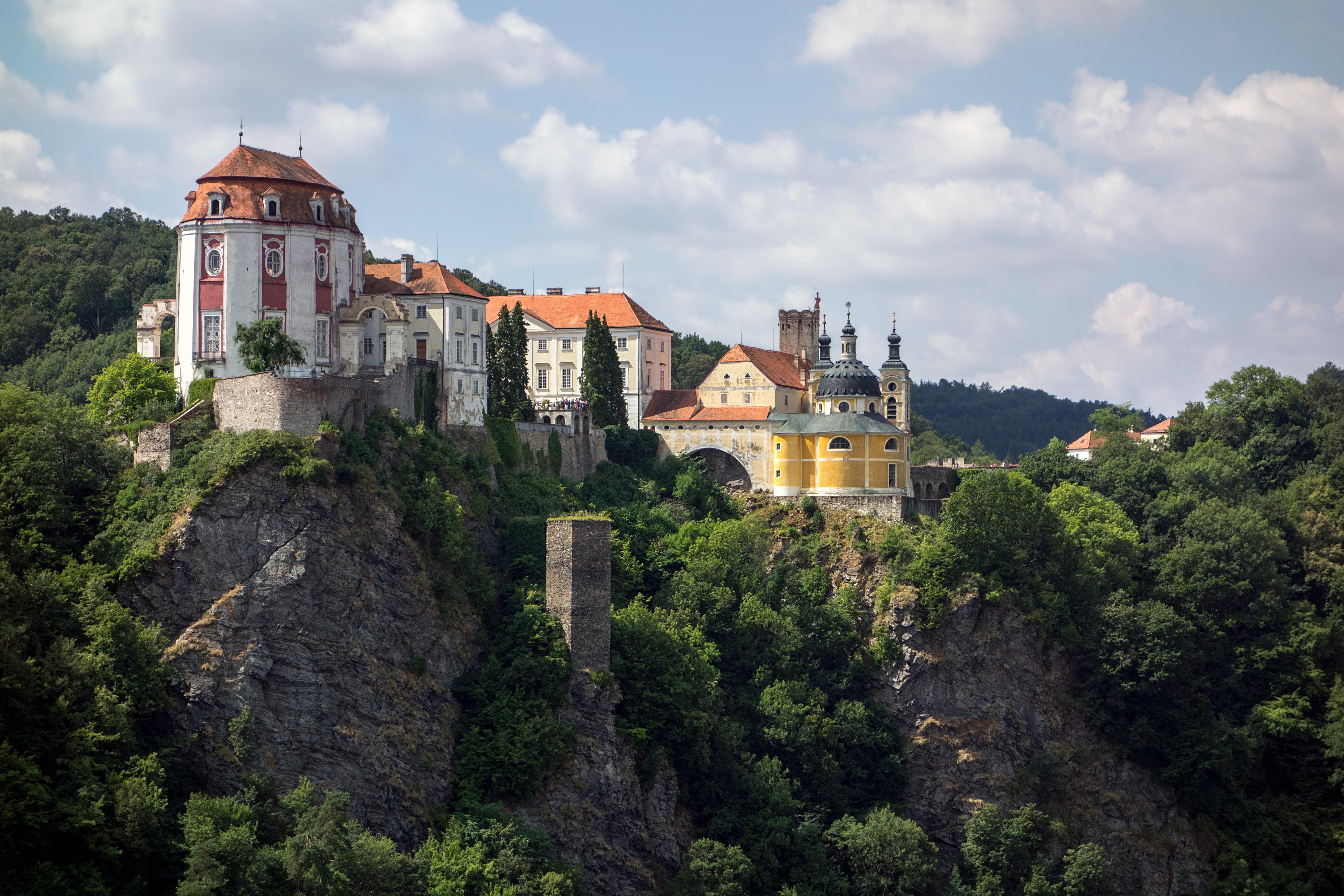
Vranovský zámek na skalnatém ostrohu

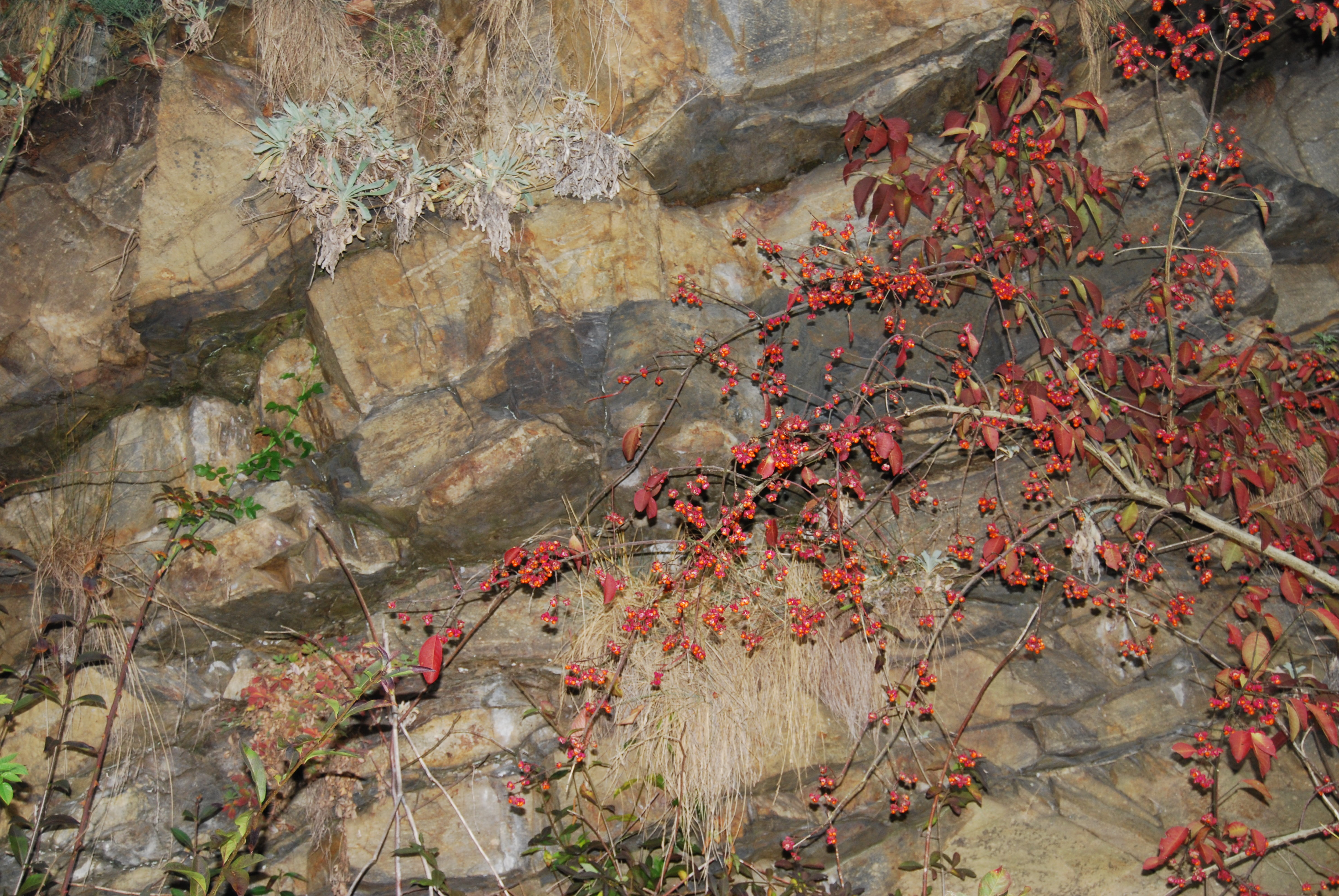
Hamerské vrásy

Skalnaté pobřeží Vranovské přehrady

Geologickou raritou na katastru Vranova nad Dyjí jsou tzv. Pygmatické vrásy. Klikatá světlejší ortorula s tmavými pruhy amfibolitu se objevuje v Předních a Zadních Hamrech, na zámecké skále a na kamenech parkánové hradby k Vraní věži. Nad cestou z Hamrů se vypínají skoro kolmé srázy z ortoruly. Další geologickou zvláštností jsou v příkrém severozápadním svahu nad řekou Dyjí tzv. Ledové sluje. Skalní podloží celé soustavy skalních srázů, rozsedlin, balvanového moře a propasťovitých jeskyní tvoří bítešská ortorula. Vranov se vyznačuje podhorským klimatem. Podnebí je ovlivněno příkrými svahy „Braitavy“ a zaklesnutými meandry Dyje (tzv. braitavských meandrů) a nízkou polohou městyse v údolí. Samotný Vranov, obklopený ze tří stran lesnatými vrchy, má tak o něco mírnější podnebí než okolní obce. Teplota se na braitavském hřebenu pohybuje v průměru okolo 7 °C a srážkový průměr kolem 620 mm. Nejteplejším měsícem je červenec s průměrnou teplotou 18,3 °C a nejchladnějším leden s −1,9 °C.

### Flóra a fauna
Lesnaté svahy kolem městyse jsou porostlé dubohabřinami s občas se objevující lípou. Severní stráně se vyznačují bučinami, dále se objevuje jedle, javor, klen a tis. Na Braitavě nalezneme bukový prales a kolem zámku dosazený akát. Křovinaté podrosty zastupují brslen bradavičnatý a lísky. Z bylin potěší prvosenka jarní, dymnivka plná, plicník lékařský, jaterník podléška, hrachor jarní, lýkovec jedovatý, lilie zlatohlavá či brambořík evropský. V lokalitě „Ledových slují“ je k nalezení chráněná oměj jedhoj, ostřice tlapkatá, chrpa chlumní, kyčelnice devítilistá, ploštičník evropský, růže převislá, šalvěj lepkavá i chrastavec křovištní. Měsíčnici vytrvalou lze spatřit na Braitavě, koniklec velkokvětý v lokalitě u Vraní věže. Na jaře okolní skály i s celým hradebním ostrohem zbarví do žluta tařice skalní.
V zámeckém sklepení a také na půdách se usídlili netopýři. V lesích je běžný jelen, srnec, divoké prase, jezevec lesní. Dalšími běžnými savci jsou liška obecná, kuna skalní, tchoř tmavý, veverka obecná, ježek západní, rejsek malý, sysel obecný, plch velký a křeček polní. Ve Felicitině údolí byl pozorován výskyt užovky stromové v délce kolem dvou metrů, ale také vzácní ptáci – lejsci malí, čápi černí. Jinak se na skaliscích vyhřívá ještěrka zelená nebo slepýš křehký.
Labutě velké každý rok přezimují v městečku u obou mostů. Skály pod kaplí jsou hnízdištěm výra velkého, na jižní straně nepřístupné zámecké výklenky poštolky obecné a dutiny starých stromů holuba doupňáka. Skalnaté lesní prostředí si oblíbili jestřáb lesní a káně lesní. Dále zde hnízdí: skřivan polní, datel černý, strakapoud velký, čížek lesní, dlask tlustozobý, pěnkava obecná, rorýs obecný, vrabec polní a sýkory.
Obzvláště v deštivém roce se vyskytuje masově v prostorách zámku ropucha obecná a ropucha zelená. Oproti tomu při procházkách je k vidění na vlhkých lesních cestách mlok skvrnitý. Zástupcem hmyzu je na Braitavě roháč bukový. Z chráněných druhů nad údolními nivami poletuje jasoň dymnivkový. Spatřit lze tesaříka obrovského, tesaříka broskvoňového a mravkolva obecného.

### Vodstvo

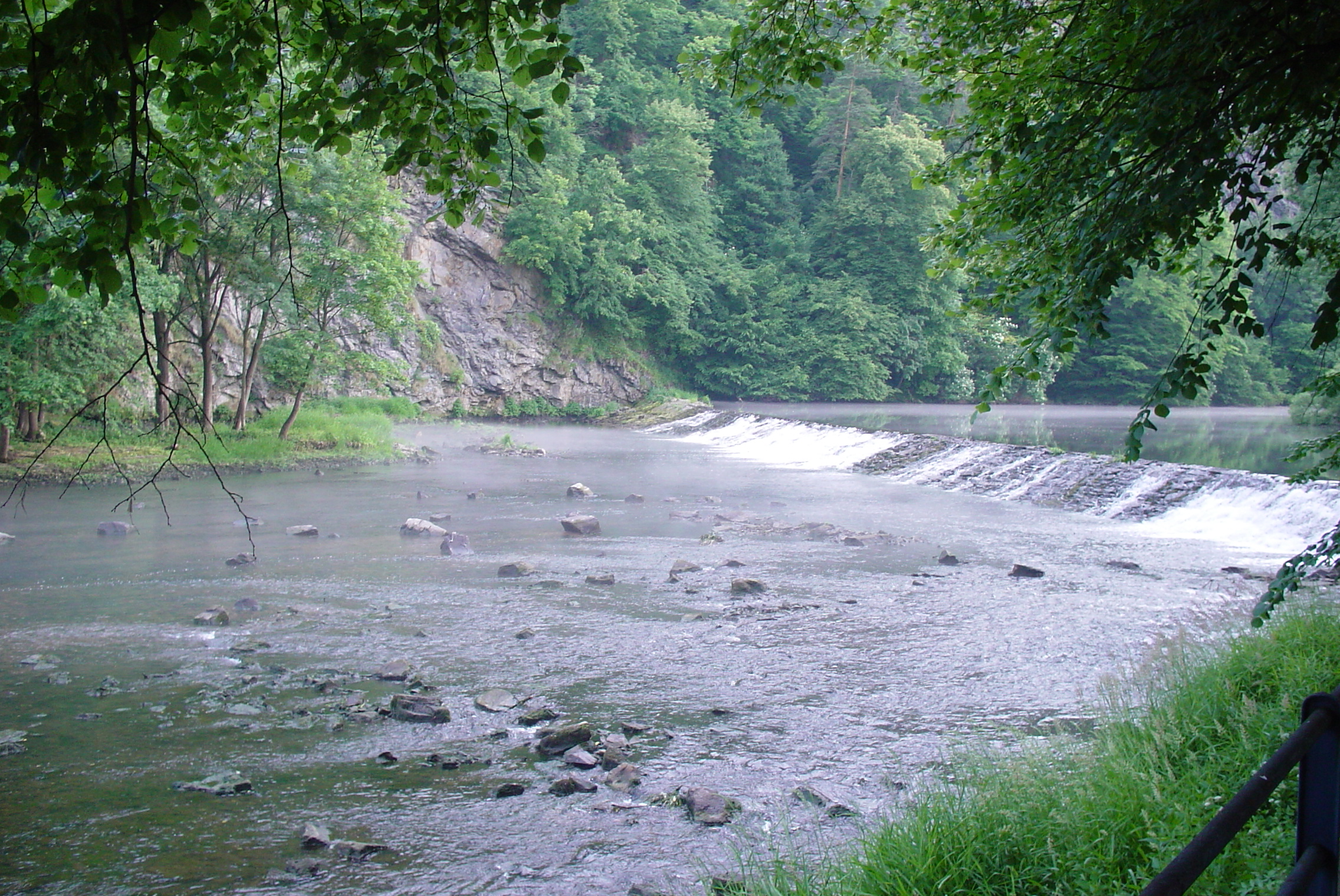
Splav na Dyji ve Vranově nad Dyjí, stav 2003

Hlavním tokem katastrálního území je řeka Dyje, která je nad městysem přehrazena a vytváří vodní nádrž Vranov. Pod ní řeka meandruje, obtéká zastavěnou část a vtéká do Národního parku Podyjí. Na západě území protéká Junácký potok s bezejmennými přítoky nejprve lesnatou krajinou a v centru Vranova se vlévá do Dyje. Bezejmenné přítoky Dyje odvodňují části Benátek, Předních a Zadních Hamrů a NP Podyjí. Na katastru Vranova nad Dyjí se také nachází mimo vodní plochy Vranovské přehrady několik malých rybníčků a rybníčky na Junáckém potoce. Voda z přehrady zásobuje pitnou vodou část znojemského a velkou část třebíčského okresu. V roce 1994 se podařilo na přehradě ulovit sumce o hmotnosti 94 kg a délce 244 cm. Jinak se loví kapři, candáti, štiky. V horní části se daří ouklejce pruhované nebo vyložené raritě hlavatce podunajské. Objevit se dá i velevrub nadmutý či velevrub malířský, dříve tak potřební pro své lastury k výrobě perleťových knoflíků.

## Historie
První písemná zmínka o Vranově pochází z Kosmovy kroniky v roce 1100 (Wranow). Jedná se o období, kdy měl na hradě pražský kníže Břetislav II. shromažďovat síly proti svému bratranci Litoldovi Znojemskému. Hrad založili pravděpodobně moravští Přemyslovci v poslední třetině 11. století po vítězné bitvě u Mailberka. Původní hrad se podle archeologických výzkumů nacházel v meandru u dochovaného jádra románského kostela Nanebevzetí Panny Marie. V roce 1183 bylo území svěřeno Řádu maltézských rytířů. Ke stavbě hradu na protilehlém skalním výběžku došlo snad počátkem 13. století po kolonizaci osadníků z Podunají na žádost markraběte Vladislava Jindřicha, což dokládají markraběcí listiny, v kterých svědčí jistý Berther de Vrene (1220–1221). Královské listiny Přemysla Otakara I. a Václava I. zmiňují vranovské purkrabí: Bohuslava (1224–1232), Albrechta (1234) a Viléma Šenka (1239), bývalého komorníka bítovského. Kostel s farářem a jedním kaplanem je doložen v roce 1259. Za správy purkrabích Vikarta z Trnavy (1254–1262), Albrechta (1267–1278) a Kuny z Kunštátu (1278) za vlády Přemysla Otakara II. došlo pravděpodobně k budování nového kamenného hradu.

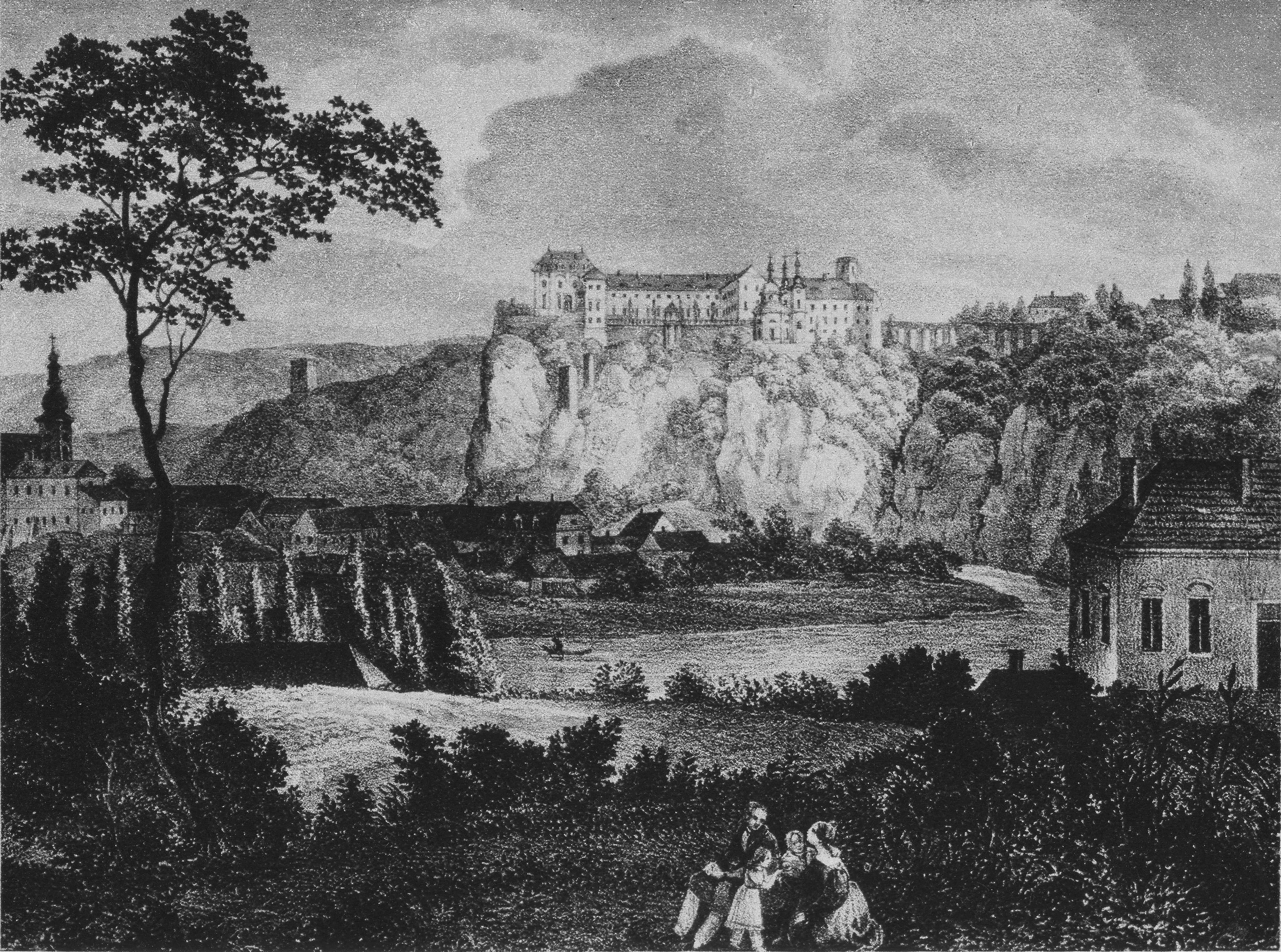
Vranov nad Dyjí v roce 1848, rytina Františka Alexandra Hebera

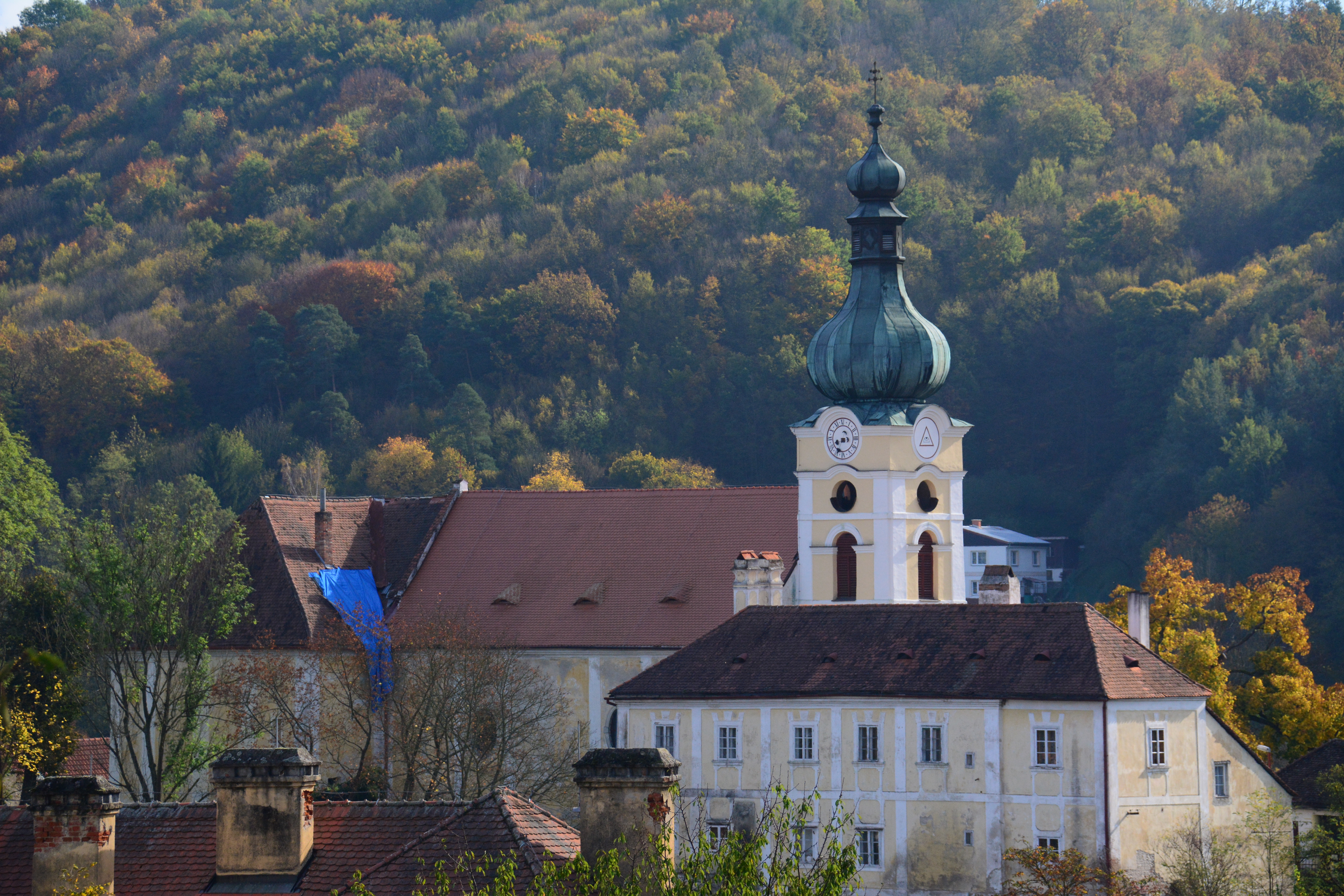
Pohled na farní kostel Nanebevzetí Panny Marie s farou

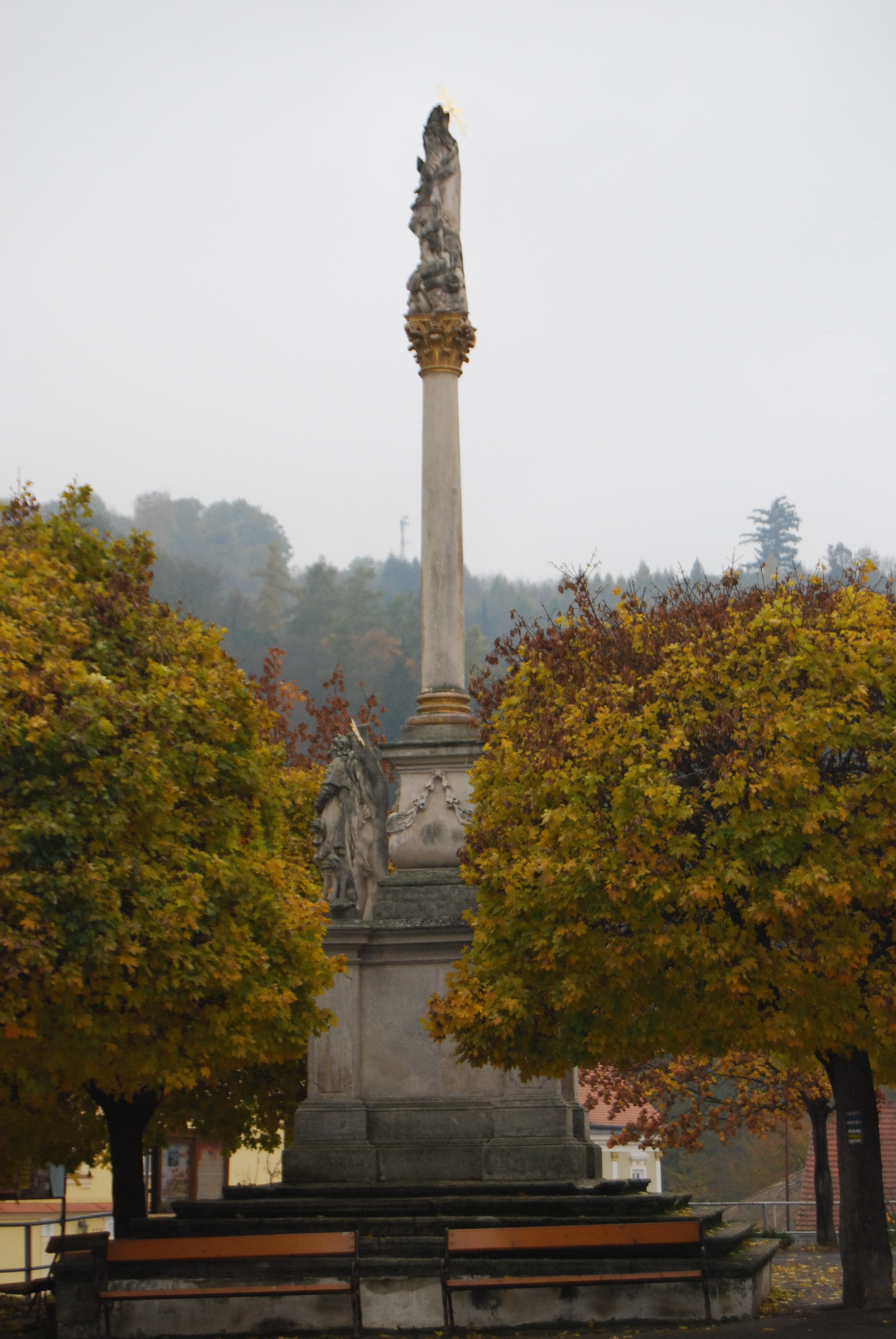
Morový sloup na náměstí

Krátce po nástupu Jana Lucemburského na český trůn se hradu zmocnil Jindřich z Lipé. Jindřichovu držbu potvrdil král zástavní listinou v roce 1323, kde je město také poprvé zmíněno. Za vlády markraběte Jošta (1375–1411) byl hrad odevzdán do zástavy Mikuláši Pillungovi z rakouského Jilkova (Gilgenberg). Vzhledem k tomu, že hrad sloužil jako základna pro loupeživé jízdy do sousedního Rakouska, rozhodl se v roce 1406 Jošt společně s hrabětem Janem z Hardeka donutit Mikulášovu dceru Markétu k vydání hradu. Roku 1421 získal hrad „Fron“ od krále Zikmunda do dědičné zástavy Smil Bítovský z Lichtenburka. Lichtenburkové nechali v letech 1423–1431 město obehnat hradbami. Důvodem bylo pravděpodobně v roce 1425 dobytí hradu husity.

### Novověk
Roku 1516 prodal Albrecht z Lichtenburka vranovské panství Archlebovi z Boskovic. Majitelé panství se poté velmi rychle střídali: roku 1525 Jan z Pernštejna, roku 1528 Zdeněk Meziříčský z Lomnice, roku 1552 Volf a Jiří Krajířové z Krajku (připojili sousední panství Nový Hrádek) a roku 1560 Petr Čertorejský z Čertorej. Za jeho držení obdrželo město v roce 1568 právo pečetní a erbovní. Po roce 1568 panství koupila Estera z Ditrichštejna, která nechala založit doly na železnou rudu a hamry s několika tavicími pecemi. Syn Adama z Ditrichštejna Maxmilián prodal panství roku 1601 pánovi na Uherčicích a Bítově Hanuši Volfartovi Štrejnovi ze Švarcenavy. Po smrti Hanuše Volfarta se panství roku 1617 dostalo prodejem do majetku bavorského rodu Volfa Dětřicha z Althannu na Jaroslavicích a po něm roku 1629 do rukou válečníka Jana Arnošta ze Šerfenberka (Scherfenberg). Po bitvě u Jankova v roce 1645 městečko obsadila a pustošila švédská vojska, která dobývání hradu nakonec po několika měsících vzdala. V roce 1665 panství s hradem odkoupili dolnorakouští Starhemberkové. Městečko se nacházelo v dezolátním stavu po ničivém hradním požáru a poválečné panství bylo zpustlé a zčásti vylidněné. Na základě soudního rozhodnutí museli panství v roce 1680 přenechat císařskému tajnému radovi Michalu Janovi II. z Althannu. V roce 1685 přikročilo město k nové stavbě zničeného kostela Nanebevzetí Panny Marie a o rok později započal Michal Jan II. z Althannu s barokní přestavbou zámku, na které se podepsal architekt Jan Bernard Fischer z Erlachu. V roce 1713 nechal postavit na tržním náměstí morový sloup.
Panství zdědil po otci Michalu Janovi II. nejstarší syn Michal Heřman, po roce 1723 jeho ovdovělá švagrová Marie Anna rozená Pignatelli se synkem Michalem Janem IV. Na nově vybudované poštovní trase z Vratěnína do Brna byla v roce 1723 otevřena ve Vranově pošta. O rok později (1724) se město pustilo do stavby nové školní budovy na náměstí. Po smrti hraběnky Marie Anny obýval zámek od roku 1755 hrabě Michal Antonín. Ten se zaměřil hlavně na budování církevních staveb v obcích na panství a na rozšíření vrchnostenských lesů a lov vysoké zvěře. Michal Josef z Althannu zdědil panství v roce 1774. Nakonec se dostalo panství díky jeho hýřivému životu v roce 1793 do konkurzu. Městečko si v rukách českého zemského advokáta Josefa Hilgartnera z Lilienbornu polepšilo. Po šesti letech ale Josef Hilgartner panství prodal c. k. komořímu Stanislavu hraběti z Mniszku, nejvyššímu maršálkovi Haličského království. Po smrti hraběte z Mniszku v roce 1846 panství držela hraběnka Helena (rozená Lubomírská), která projevovala silné sociální cítění a byla nazývána „matkou chudých“. Z jejího popudu došlo na místě masového hrobu z období třicetileté války v roce 1826 k vybudování kaple sv. Josefa.

### Okres vranovský
Revoluční léta 1848/1849 se stala také pro Vranov předzvěstí nového politického života. Po zrušení poddanství byly přeneseny povinnosti a kompetence vranovského patrimonia na město. V roce 1849 katastrální území města tvořily obce Břečkov, Čížov, Hanušov, Jazovice, Lančov, Lukov (náležející k ní Nová ves), Milíčovice, Petřín Nový, Petřín Starý, Podmyče, Šafov, Štítary, Vracovice, Vranov. Vranov se stal administrativním centrem s okresním soudem a děkanátem. V roce 1864 zde byla založena okresní zemědělské kontribuční spořitelna a v roce 1882 spořitelní spolek se záložnou. Na poštovním úřadě přibyl v roce 1886 telegraf.
V letech 1844–1899 probíhala přestavba kostela a farního dvora. Po dokončení byl kostel opět zasvěcen Nanebevzetí Panny Marie. V roce 1866 dorazila k Vranovu po bitvě u Sadové pruská vojska. Podle farní kroniky se vojsko chovalo k obyvatelům města velmi pěkně a nerado se loučilo. Velkou slávou vítali občané města v roce 1870 napojení na Severozápadní dráhu zastávkou Schönwald–Frain (Šumná). Dcera hraběnky Heleny Luitgarda spravovala zděděné panství od roku 1876 společně s manželem Eduardem hrabětem Stadnickým. Po odchodu více než tisícovky vojáků byl vystavěn před poštovním a telegrafním úřadem roku 1892 misijní kříž. Po manželském páru převzal panství od roku 1911 jejich vnuk Adam Zbyněk Stadnický.

### Československo

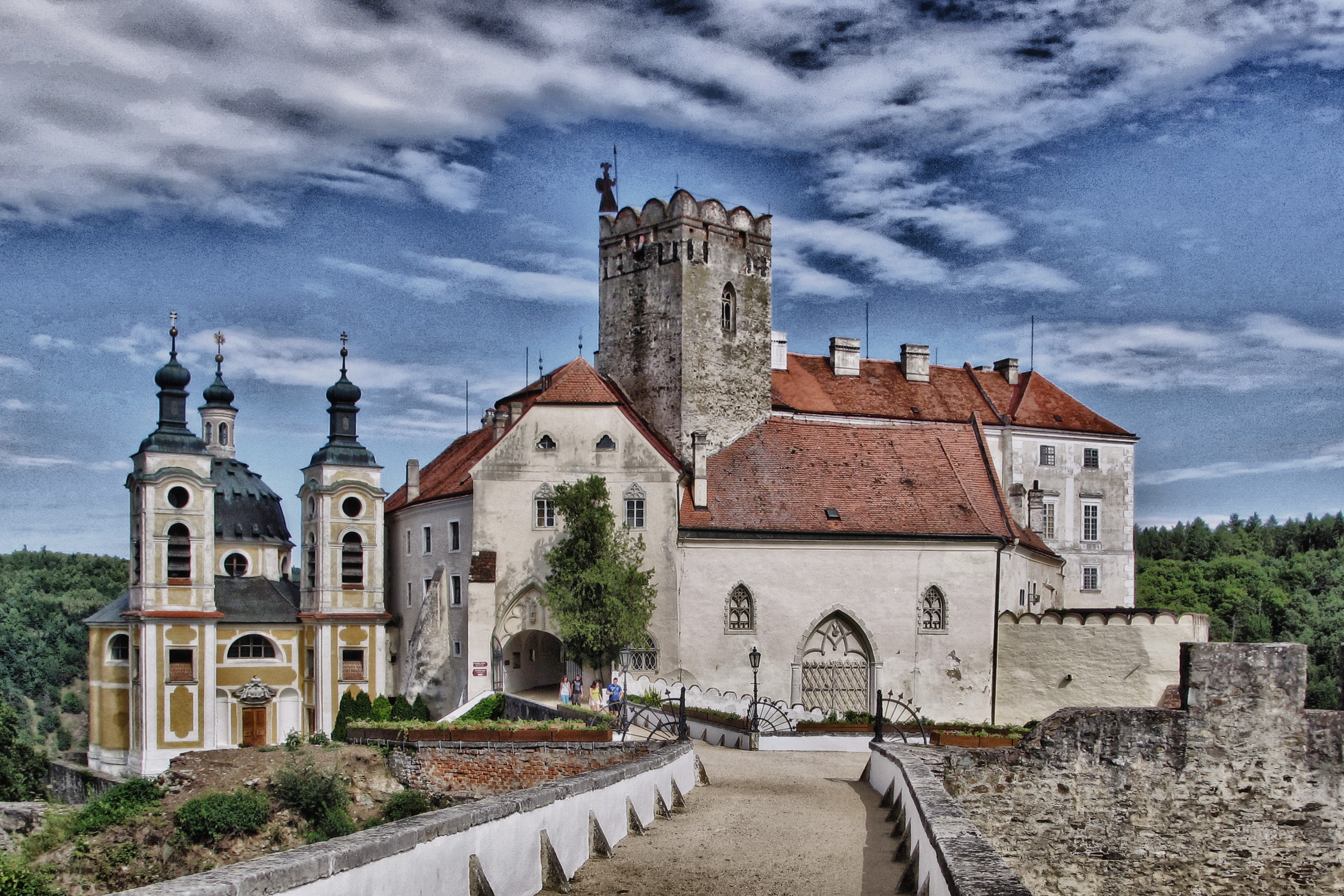
Zámek Vranov nad Dyjí

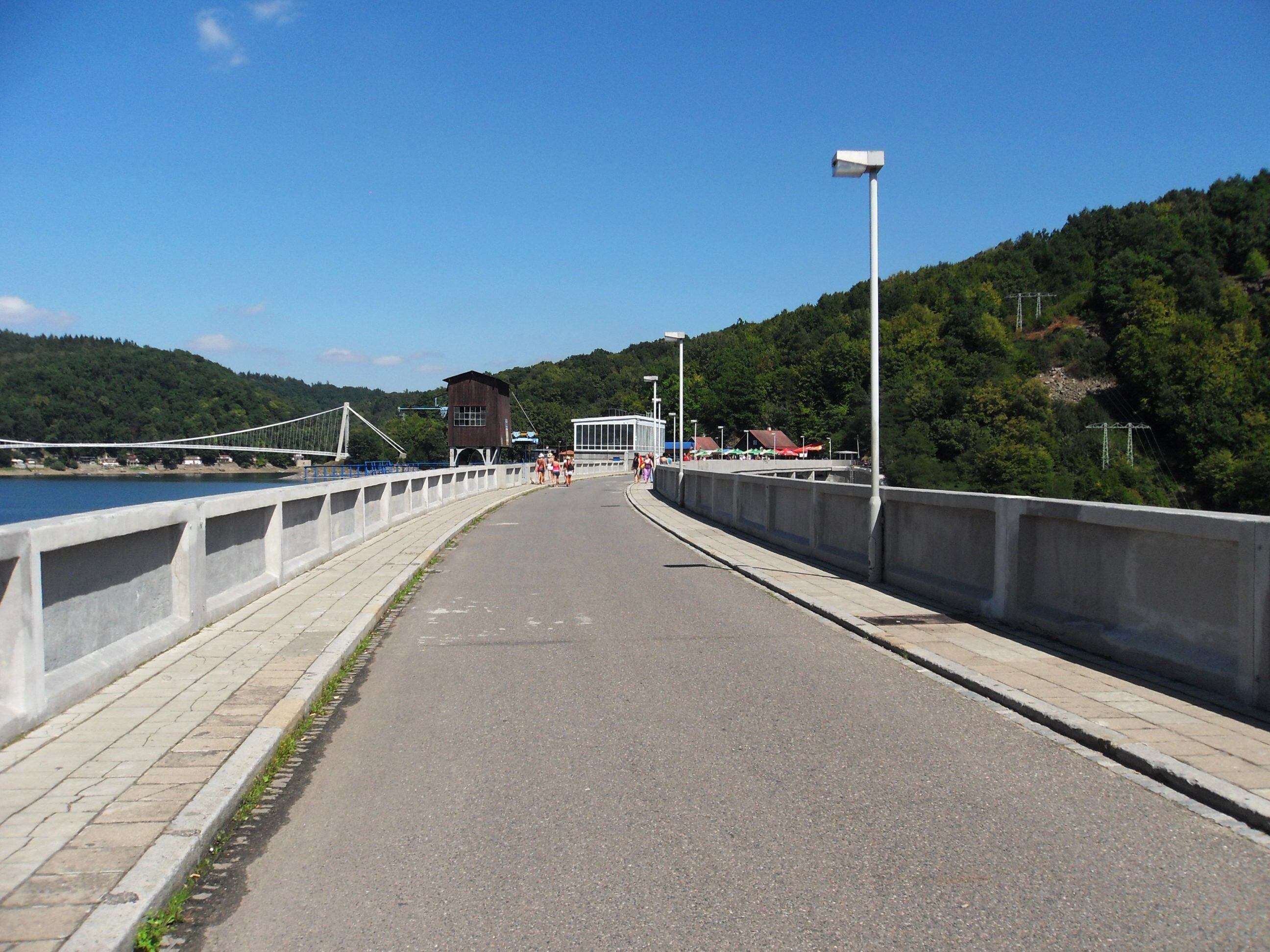
Přehradní hráz 2011

Zpráva o vyhlášení Československa se dostala na Moravu až o den později 29. října 1918. Město Vranov s 97 % německého obyvatelstva se přihlásilo na krajském shromáždění ve Znojmě 3. listopadu 1918 k Deutschsüdmähren (česky Německá jižní Morava). Na základě nařízení státního sekretáře pro soudnictví č. 66 ze dne 25. listopadu 1918 došlo k soudním rozčlenění dolnorakouského krajského soudního obvodu Znojmo. K okresu Vranov byly přičleněny německé obce Vratěnín, Lubnice, Chrlopy a Uherčice, a až na odnětí obcí Oslnovice, Bítov, Vysočany a Zblovice zůstal v původním rozsahu. K obsazení jižní Moravy čs. stát použil pěší pluk 81 dislokovaný v Jihlavě, pěšího pluku 85 z Jindřichova Hradce, pěšího pluku 8 a střeleckého pluku 14 z Brna, dragounského pluku 6 z Brna, praporu Národní stráže ze Židlochovic, strážního oddílu z Břeclavi a Slovácké brigády dislokované na Hodonínsku.
Po obsazení Slavonic, cukrovaru u Pohořelic, nádraží v německé obci Miroslav, celé oblasti kolem Moravského Krumlova, železničního uzlu Hrušovany-Šanov, Nových Mlýnů, obcí na jihu jemnického okresu Písečné, Dešná, Vratěnín, Županovice, Rancířov, Mešovice a Korolupy, dále obcí na východ i západně od Znojma, ale i v jemnickém a moravskobudějovickém okrese Bačkovice, Velký Dešov, Šumvald, Štítary, Olbramkostel a Milíčovice, Oleksovice, Kyjovice, u Brna Bohunice, Prosiměřice, osady Mšice a Fryšavy, se pod silným tlakem Vranov 11. prosince 1918 vzdal. Následující den jednotky jihlavského pluku obsadily ještě železniční stanici Šumvald, Olbramkostel, Štítary, obec Bítov, Šreflovou, Citonice, Lukov, Podmolí a Horní Břečkov. Zástupci města Vranova podepsali poručíku jihlavského pluku Miroslavu Gebertovi doprovázeného 25 muži 12. prosince kapitulaci a stvrdili, že obyvatelé Vranova budou pro čs. stát pracovat stejně, jako pracovali pro Rakousko. Přesto 15. prosince 1918 napochodovalo čs. vojsko do městečka, prohledávalo všechny domy, zabavovalo zbraně a potraviny. Až do března 1919 zůstal Vranov obsazen a pro všechny hostince platila po 20.00 hodině zavírací hodina, po 21.00 hodině pro německé obyvatelstvo zákaz vycházení a dále zákaz shromažďování.
Jedním z nejožehavějších problémů se ukázala otázka personálního zajištění ve státních úřadech. Do všech úřadů ve městě byli dosazeni čeští úředníci. Jedinou osobností která zůstala na svém původním postu byl německý farář Johann Nepomuk Bastař, kterého v roce 1928 vystřídal mladý farář Julius Loidold a za dva roky Ambrosius Lang. Tento přístup neměl ze strany místních úředníků a zaměstnanců zvláštní odezvu a situace nebyla z národnostního hlediska nikdy uspokojivě vyřešena. Život ve Vranově se pomalu vzpamatovával z válečné chudoby. Farář Bastař se zasadil o náhradu tří nových zvonů, které byly za války odvezeny a nové od firmy Herold z Chomutova za velké slávy posvětil. Za faráře Langa došlo k exhumaci starého hřbitova a přemístění ostatků do kostnice pod rotundou sv. Ondřeje. Na vzniklém prostranství postavila obec pro vzpomínku na 12 padlých kamarádů za Velké války pomník. Při jeho odhalení dne 8. července 1934 byla sloužena na prostranství za kostelem slavnostní mše. Mimo hojné účasti místního obyvatelstva zde stáli ve špalíru také veteráni, dobrovolní hasiči (Freiwillige Feuerwehr), mužský pěvecký spolek a další. Rozloučili se písní „Ich hatť einen Kameraden“.
Velkostatek v rukách hraběte Adama Zbyňka Stadnického se rozprostíral před válkou na rozloze 5 595 ha. Lesy se dělily do sedmi revírů o 4 765,67 ha (cca 85 %), orná půda zabírala 641,56 ha (cca 12 %), kterou obhospodařovalo sedm dvorů, z toho tři byly provozovány ve vlastní režii a čtyři hrabě propachtoval. Zbylá 3 % tvořily zahrady, louky a další plochy. K tomu provozoval pivovar, cihelnu, vápenku, mlýn, pilu a další provozy. Hrabě Adam Stadnický se sice po vzniku Československa odstěhoval do Polska, ale na hospodaření velkostatku dohlížel a Vranov často navštěvoval. V nových poměrech přišel o šlechtické výsady a díky tzv. záborovému zákonu č. 215/1919 Sb. a následné první pozemkové reformě téměř o veškerou zemědělskou i nezemědělskou půdu (stát mu propustil ze záboru pouze cca 491 ha z půdy a plochy přírodních parků), asi polovinu lesního hospodářství (kolem 2 000 ha lesních pozemků), lihovar v Šumné a hrad Nový Hrádek u Lukova (hrad připadl Klubu českých turistů). Zpátky získal jen zámek, cihelnu a mlýn ve Vranově. Mnichovskou dohodou v roce 1938 se Vranov se zámkem stal součástí Třetí říše. Před válkou obývala městys Vranov (německy Frain a Windschau) silná německá komunita. Po Mnichovu na podzim roku 1938 z městečka odešlo téměř veškeré české obyvatelstvo a zůstalo zde pouze třináct českých rodin.

### Říšská župa Dolní Podunají
Obsazování městečka započalo dopoledne 9. října 1938 salcbursko-tyrolským 156. plukem horských myslivců plukovníka Hucha. Na počátku roku 1939 hrabě Adam Stádnický odmítl říšské občanství a odcestoval na svůj haličský statek Nawojowa, kde 17. října 1940 obdržel zprávu o zabrání vranovského zámku a velkostatku. Nucenou správu majetku měl na starost krátce italský baron Minutill. Německý baron Gebhard von der Wense – Mörsek se stal majitelem vranovského majetku 1. června 1942, kde žil se svojí rodinou až do dubna 1945. Obyvatelé Vranova a nuceně nasazení Poláci, Ukrajinci a Rusové po válce dosvědčili, že Wense zacházel se zaměstnanci slušně a nebyl nacistou. Po dobu okupace se staral o zakoupený majetek a dobře hospodařil na zemědělských dvorech i v lese (Reichsforstverwaltung Gut Frain), zdárně provozoval zámeckou vilu i hotel, vápenku, pilu, cihelnu, pivovar a dalších podniky spadající pod velkostatek.

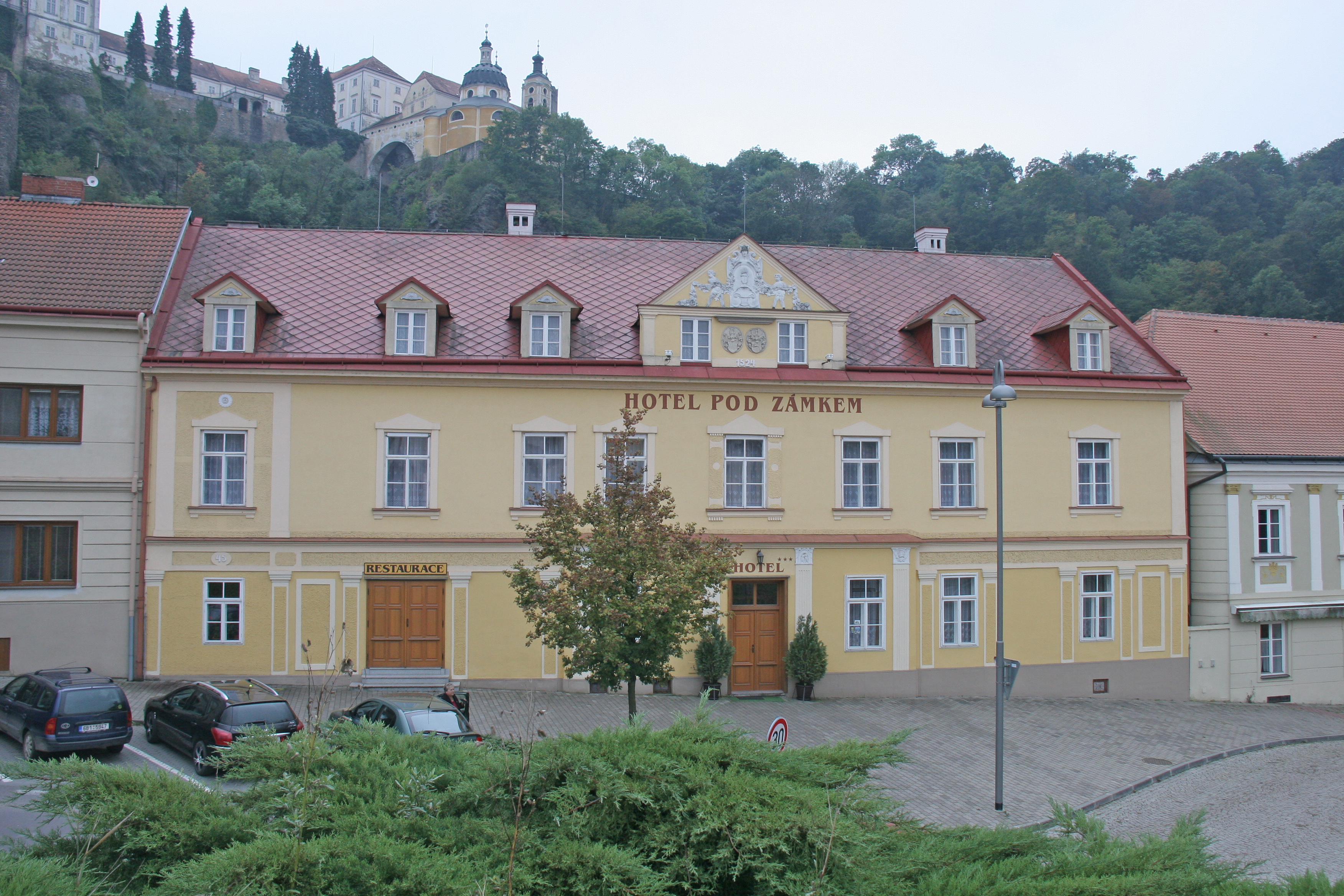
Pitourův dům (dnešní Hotel pod zámkem čp. 45) – vznik obytného domu dokumentuje letopočet 1524. Dům byl součástí svobodného šlechtického dvora „Edelhof“ rodiny von Poitner. V roce 1766 Urban von Pointner dům vyměnil za vrchnostenský dvůr „Wieshof“ (zatopený přehradou), který přebudoval na „Pointnerhof“ a později na „Pointnermühle“. Vranovská vrchnost přestavěla „Edelhof“ na panskou hospodu. Dům přešel do majetku rodiny Trinkl. Georg Trinkl (řezník) v roce 1885 pronajal ze zdravotních důvodů řeznictví a provozoval dál jen hostinec v přízemí. V roce 1934 dům Johann Trinkl renovoval a nad erby rodu Pointner zvěčnil svůj monogram JT. Hostinec nesl název „U černého orla“ (Zum Schvarzen Adler). Po vyhnání německého obyvatelstva získal budovu do národní správy Otakar Pitour a po restitucích je dům ve vlastnictví jeho potomků.

Ve Vranově (Gemeinde Frain) sídlil soud (Amtsgericht), pošta (Post), matriční úřad (Standesamt-Matriken) a místní skupina (Ortsgruppe) NSDAP, DAF (Deutsche Arbeitsfront) a NS-Frauenschaft. Finanční, pracovní úřad a okresní správa (Deutsches Haus, Kreisleiter: Felixn Bornemann) se nacházely ve Znojmě. Zrovna tak i vedení 586. skupiny Hitlerjugend (Znaim, Mackensenstraße 2). Pod vranovský soudní okres patřily také obce Uherčice, Vratěnín, Korolupy, Mešovice a Lubnice z říšského okresu (Landkreis) Horn. Všechny obecní spolky byly zrušeny nebo začleněny pod NSDAP. Sbor dobrovolných hasičů (Freiwillige Feuerwehr) se stal součástí technické pomocné policie (Hilfspolizeitruppe) a starosta Vranova zastával pozici nejvyššího policejního orgánu v obci. Jednou měsíčně se scházeli členové místní skupiny NSDAP k tzv. Führerbesprechung v hotelu Ipp. Pobočka znojemské Sparkasse Znaim fungovala ve městě až do roku 1943.
Budova bývalé továrny na keramiku (od roku 1921 německý chlapecký sirotčinec) sloužila jako ubikace nuceně nasazených mužů a žen z Rumunska, Ukrajiny, Moldávie, Polska atd., po nějakou dobu také vojáků Luftwaffe (24. Flak-Division, Luftgau XVII). Od roku 1940 fungoval Vranov jako přesídlovací tábor pro etnické Němce (Umsiedlungslager – Durchgangslager) z Besarábie, Dobrudžy, Banátu a Sedmihradska. Na jaře roku 1945 předcházela postupující frontě evakuace německého civilního obyvatelstva, kterou od 4. do 22. dubna 1945 organizovala NS organizace Volkswohlfahrt. Na útěk se připravovali i funkcionáři stranického aparátu NSDAP.
| Místní organizace NSDAP (Ortsgruppe)    | Funkce a jméno                            |
| --------------------------------------- | ----------------------------------------- |
| NSDAP                                   | Ortsgruppenleiter Schlicksbier            |
| Reichsnährstand (RNST)                  | Ortsbauernführer Neunteufel               |
| Deutsche Arbeitsfront (DAF)             | Ortsobmann Ing. Scheubrein                |
| NS-Frauenschaft                         | Ortsleiterin Hippmann (manželka starosty) |
| Umsiedlungslager – Durchgangslager      | Lagerleiter Ernest Hollmann               |
| Městečko Vranov a Hilfspolizei (hasiči) | Bürgermeister Karl Hippmann               |

### Konec války a odsun
Na vranovském zámku byli po bitvě o Budapešť ubytováni velitelé ustupujících oddílů jednotek SS. Směrem na Vranov také ustupovaly početné jednotky wehrmachtu. Poslední německé formace odcházely z Vranova 7. května 1945. Hned po jejich odchodu obsadili čeští zaměstnanci ze zámku a velkostatku a nasazení dělníci (Ukrajinci, Poláci a Rusové) z „Frainer Hof“ (Ukrajinci, Poláci a Rusové) zámek a počali se na německém obyvatelstvu, které po odchodu vojsk zůstalo bez ochrany, mstít. Po příchodu Rudé armády na 9. května dorazili také partyzáni. Pozatýkali řadové členy nebo spolupracovníky NSDAP (osm mužů a dvě ženy), které po šikanování deportovali do Znojma do tzv. „Robotárny“ (Arbeitshaus). Jeden muž zemřel několik dní po zatčení na následky zranění během mučení. Také hlášení stanice Národní bezpečnostní stráže z Vranova nad Dyjí dokládají, že po odchodu německých jednotek se do pohraničí nasunuly různé partyzánské skupiny z vnitrozemí, které se podílely na represích vůči německému obyvatelstvu. Při partyzánských domovních prohlídkách docházelo k rabování a krádežím zejména šatstva, prádla, potravin, jízdních kol, radiopřijímačů, obuvi a řady dalších věcí běžné denní potřeby.

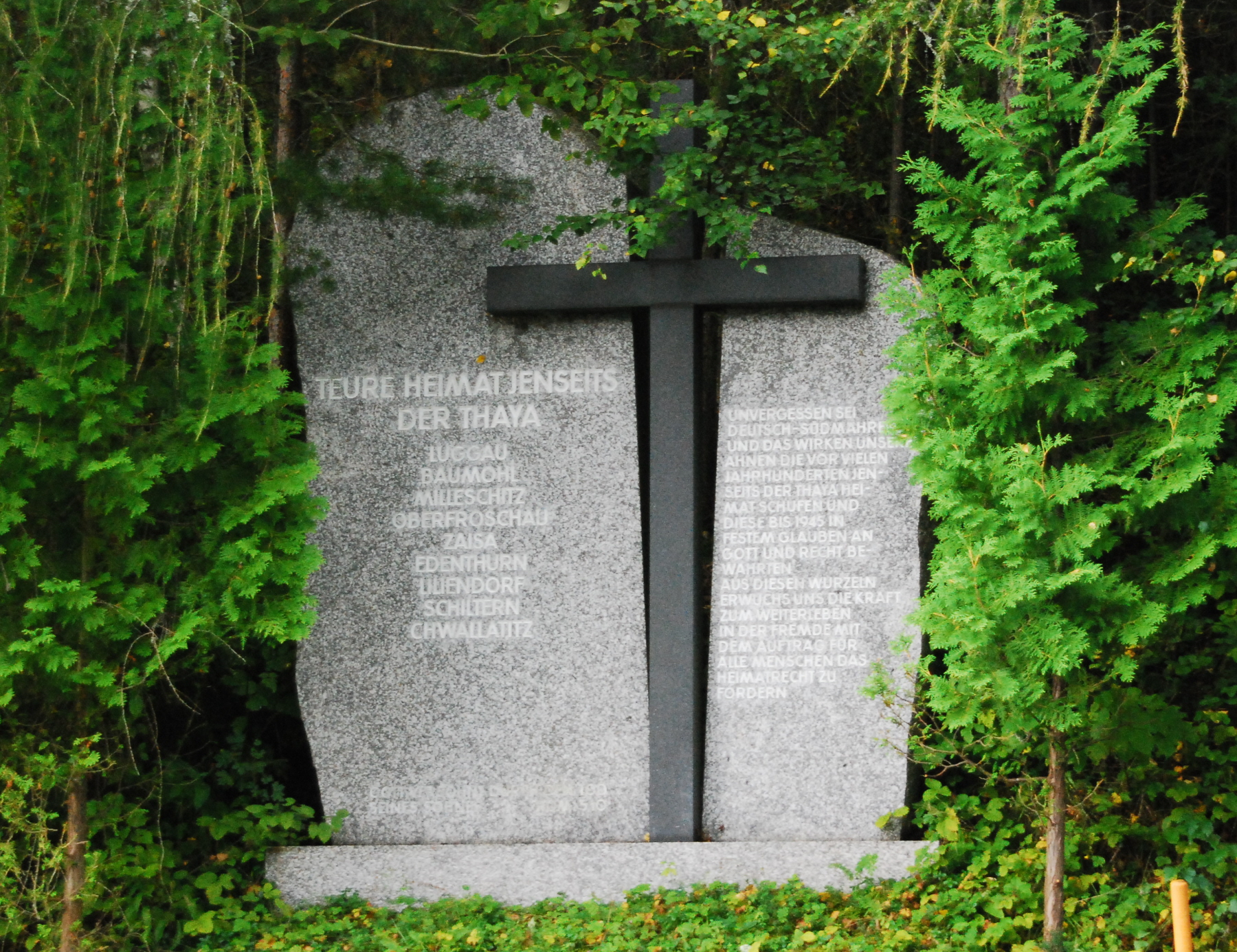
Památník vyhnanému německému obyvatelstvu v rakouské obci Hardegg.

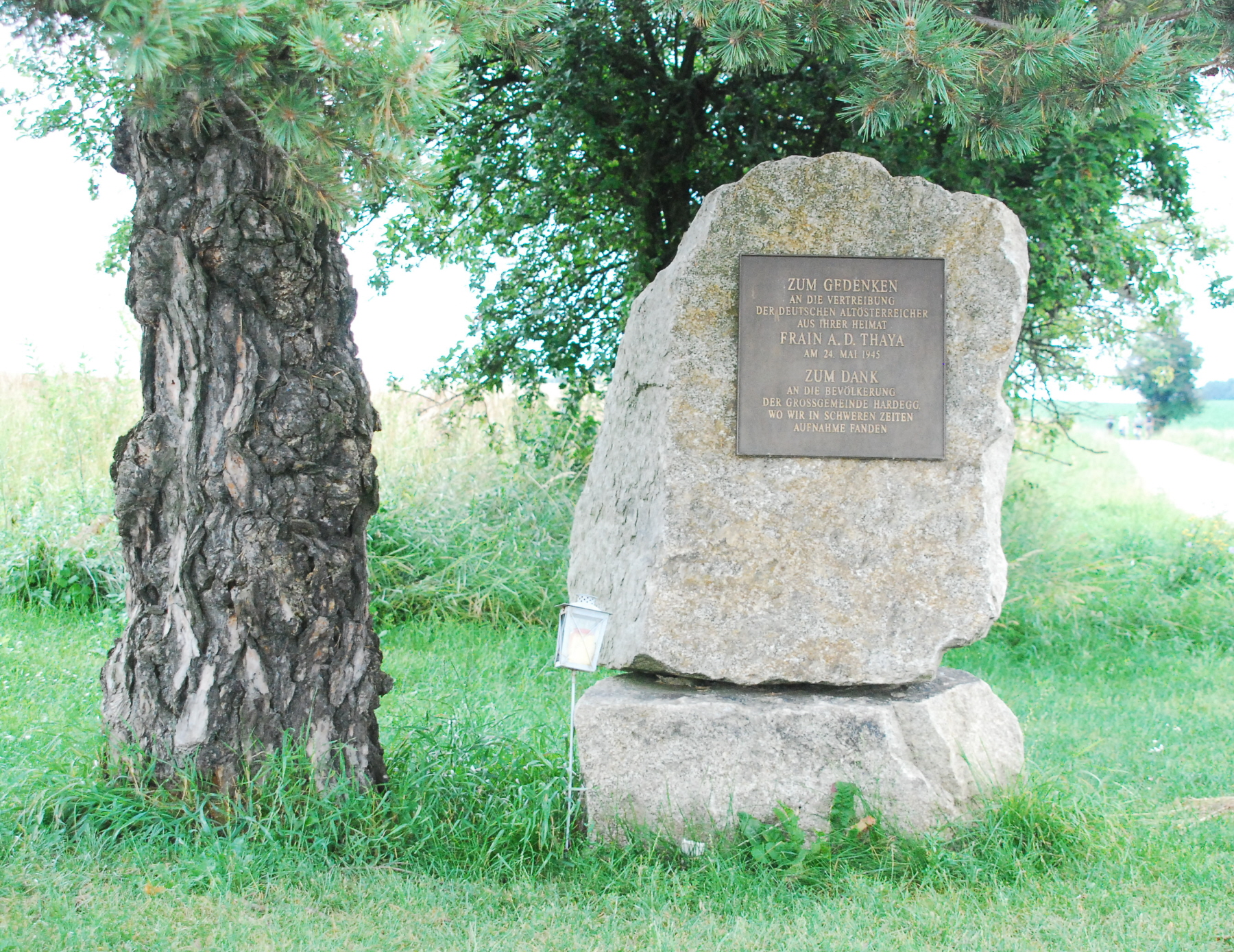
Pomník odhalený 24. května 2005 k 60. výročí vyhnání na hraničním přechodu mezi obcemi Felling a Podmyče.

Vysídlením německého obyvatelstva městečka Vranov pověřil revoluční úřad ONV ve Znojmě další složky obnovené bezpečnosti a všelijaké polovojenské strážní oddíly a partyzánské policejní jednotky pod velením štábu „Velitelství detašovaných partyzánských policejních jednotek“ doplněný příslušníky partyzánské skupiny „Hybeš“. Okresní národní výbor nařídil vojenskému strážnímu oddílu ve Znojmě a taktéž členu ONV Kroupovi být k dispozici státnímu policejnímu ředitelství, potažmo řediteli NB doktoru Pořízkovi. Rada ONV schválila 21. května 1945 (v tehdejším žargonu) vyčištění oblastí: Znojmo, Vranov, Šumvald, Vranovská Nová Ves, Podmolí, Hrušovany a Šatov. Na příkaz městské rady ONV obdržel doktor Pořízek k dispozici veškeré mužstvo, poddůstojníky, důstojníky, ale také všechny nákladní automobily a povozy k odvážení Němců za hranice.
Dne 23. května 1945 shromáždily znojemské ozbrojené formace německé obyvatelstvo na náměstí (Marktplatz), kde jim vranovský lesní správce Vladimír Kyselák velmi hlasitě a důrazně přečetl „Výzvu k opuštění Vranova“. Vybrané osoby německé národnosti (mimo zaměstnanců elektrárny) musely do čtyřiadvaceti hodin opustit městečko, kdo by neuposlechl, byl by zastřelen. S osobním zavazadlem 15 kg byli hnáni pěšky k německé hranici, kde byli podrobeni osobní prohlídce a o poslední cennosti okradeni. V bývalé továrně na keramiku byl zřízen pracovní tábor, kam byli umístěni jak němečtí zaměstnanci elektrárny tak i dosud neodsunuté německé rodiny a zahraniční dělníci nasazení na práci zde fungovali jako dozorci. Zaměstnanci elektrárny přistoupili na dohodu a po zaučení nových čs. zaměstnanců jim měl být jako protihodnota ponechán k odvozu celý osobní majetek. Tak se ale nestalo a oklamaní Němci si 12. června stěžovali na NV. Někteří byli na týden uvězněni a pak vyhnáni za hranice.
Obce na Vranovsku vysídlily znojemské partyzánské policejní jednotky přes rakouský přechod Hardegg v několika etapách v období od 3. do 28. června 1945. Po ukončení války docházelo v pohraničí jihozápadní Moravy během roku 1945 také k rabování a krádežím řadovými příslušníky Rudé armády. Obyvatelstvo si stěžovalo zejména na chování opilých vojáků, znásilňování, vyhrožování odvedením na Sibiř, nepovolený odlov zvěře a ohrožování bezpečnosti. Množily se případy, kdy si odsunutí Němci najímali vojáky Rudé armády, kteří jim za poplatek převáželi majetek z dřívějšího bydliště. Po odchodu Rudé armády z ČSR v listopadu 1945 se objevovali v pohraničí zase sovětští vojáci z rakouské okupační zóny. Rabovací výpravy ustaly až počátkem jara roku 1946.
Ve druhé polovině roku 1945 vyplňovala místní správní komise (MSK) na příkaz ONV tzv. evidenční lístky pro zbylé německé obyvatelstvo a na základě ONV směrnice ze dne 6. srpna 1945 (č. j. 6/2/pres/taj-1945) pak místní správa sepisovala jmenné seznamy Němců. Na podzim roku 1945 zpracoval ONV ve Znojmě tajnou zprávu pro Moravskoslezský zemský národní výbor. Zpráva uváděla, že na znojemském okrese se nacházelo cca 20 000 obyvatel cizí státní příslušnosti (Němců 18 400, Rakušanů 1 569). Řízený odsun měl na starosti znojemský pěší pluk č. 24 v čele s přesídlovacím důstojníkem poručíkem pěchoty Josefem Nekulou. Od 19. ledna 1946 rozesílal ONV základní směrnice pro MV „k provádění soustavného odsunu (transferu) Němců z území Československé republiky“ (č. j. B-300/1990) a tzv. „rozkaz k odsunu Němců“ s česko-německými instrukcemi. V březnu 1946 postihl transport ca 100 ve městě ještě pobývajících Němců. Vysídlené obyvatelstvo vztyčilo v srpnu 1947 na památku v blízkosti obce Hardegg na skále „Turmfelsen“ v Dolním Rakousku památný kříž, který byl později přeložen na méně povětrnostně náročné místo. Další pomník byl slavnostně odhalen 24. května 2005 k 60. výročí na přechodu mezi obcemi Felling a Podmyče.

### Vývoj po roce 1945
Prvními zájemci o konfiskovaný německý majetek bylo ve Vranově (ale i v celém pohraničí) místní obyvatelstvo, které celou dobu války prožilo po boku Němců. Tito místní obyvatelé také založili národní výbor a stali se okamžitě národními správci. Hned po vyhnání německého obyvatelstva do uvolněných domů, hospodářství, živností, hostinců atd. proudili do městečka osídlenci z blízkého okolí a nejbližších okresů. Přicházeli pěšky, přijížděli na kole nebo na koňském či kravském povozu. Především ale téměř s prázdnou a zatím bez rodin. S další vlnou osídlovali obyvatelé ze vzdálenějších okresů. Úkolem těchto nových národních správců bylo nejen zabezpečit německé konfiskáty, ale také získávat další nové osídlence. S první vlnou obsazovali prázdné četnické stanice také příslušníci Sboru národní bezpečnosti, kteří často také žádali o majetek do národní správy.
Národní správou vranovského zámku byl moravskoslezským zemským národním výborem pověřen Alois Nečas, který zde po roce 1949 vykonával funkci kastelána, a Josef Svoboda funkci klíčníka. Zároveň se na zámku ubytovali zámečtí zaměstnanci a zaměstnanci lesní správy. Adam Zbyněk Leo hrabě Stadniki–Stadnicki na Rožnově (1882–1982) byl po návratu do Vranova v roce 1945 obviněn z údajné spolupráce s nacisty a vězněn skoro pět měsíců ve znojemské a brněnské vazební věznici. Nakonec byl po dlouhých soudních peripetiích všech obvinění zproštěn. Na základě osvědčení o státní a národní spolehlivosti, vydaném moravskoslezským zemským národním výborem, se okamžitě snažil o získání svého majetku ve Vranově. Také v majetkových záležitostech ho čekala táhnoucí se soudní vymáhání, která zákonem 137/1946 Sb. o revizi první pozemkové reformy a navazujících vládních nařízení v podstatě ustala a moravský majetek definitivně propadl státu. Ze zámku byl v roce 1952 vysídlen a do své vlasti se mohl navrátit až v roce 1953. Komunistický režim jej zcela ožebračil a podle vranovské kastelánky Miroslavy Janíčkové se vrátil domů jako „tulák bez domova odkázaný na lásku a péči dobrých lidí“.

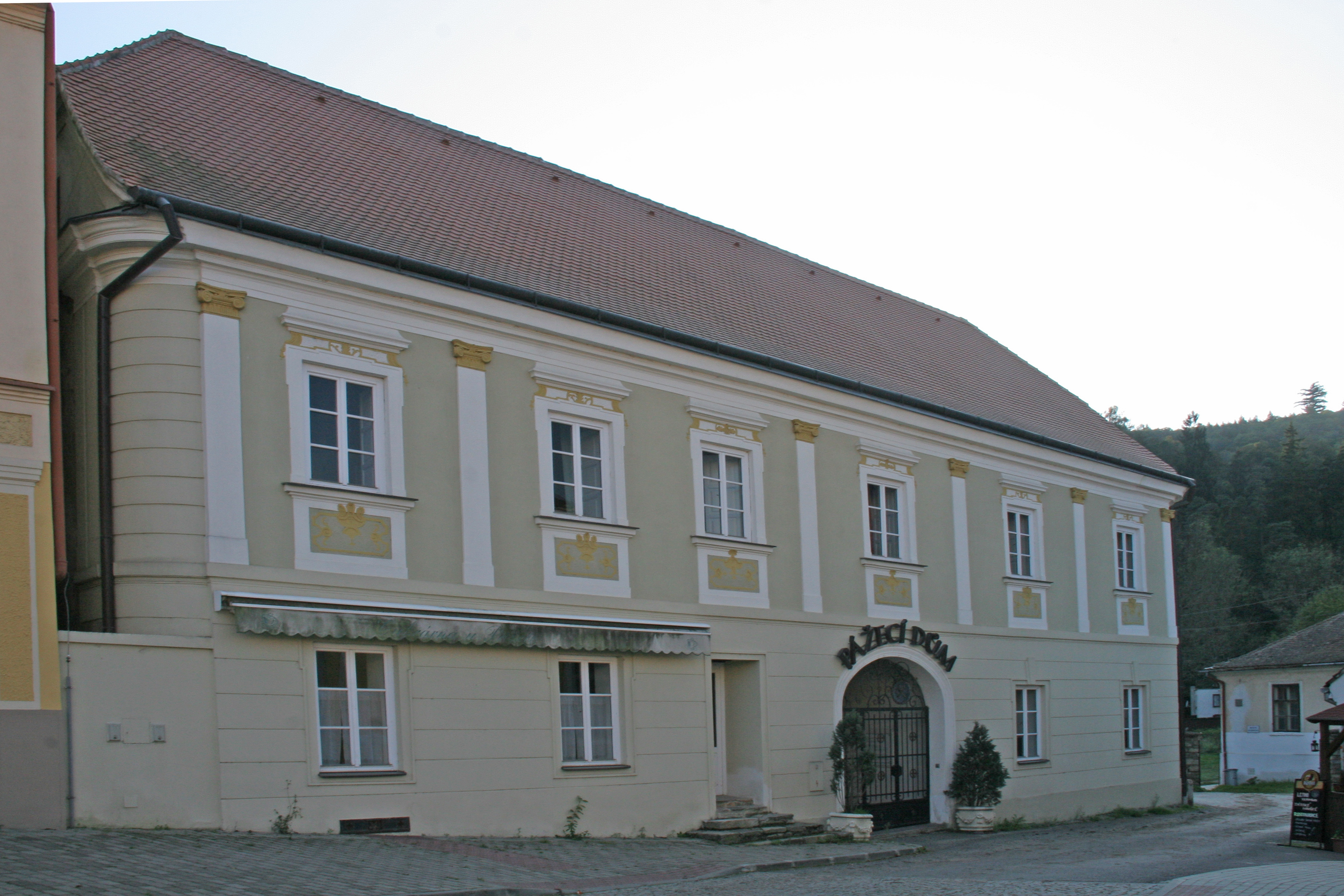
Pážecí dům čp. 44 – barokní dům z první třetiny 18. století (se štukovými nástropními zrcadly, kříženými i valenými klenbami s lunetami) snad původně sloužil jako provozní zázemí zámku, na začátku 20. století zčásti k obytným účelům a část využíval úvěrový ústav (spořitelna) a německá mateřská škola. V letech 1938–1945 sloužil k pořádání honosnějších kulturních akcí. Po roce 1945 připadl MNV. Ten zde zřídil v prvním patře byty a v přízemí obchody zeleniny, oděvů, potravin apod.

Na počátku padesátých let se dostal Vranov na desetiletí přímo do hraničního pásma. Do pohraničí se nasunulo vojsko a pohraniční stráž. Do hraničního pásma byl povolen vstup pouze na speciální propustku a tento úsek široký 4 až 10 km se stal pro obyvatele ČSSR nepřístupný. Reorganizací 4. znojemského pohraničního oddílu a zrušením praporu Pivoň vzniklo 25. června 1955 nové velitelství praporu přímo ve Vranově. Po vzniku hraničního pásma nastal další odsun „státně nespolehlivého“ obyvatelstva. Do zakázaného pásma měli přístup jen pohraničníci, popřípadě lesníci a zemědělští brigádníci se speciálním povolením a pod dohledem PS. Zůstat mohlo jen obyvatelstvo stoprocentně prověřené a s kladným postojem ke KSČ. Ve Vranově působili také Pomocníci pohraniční stráže (PPS) z řad civilního vranovského obyvatelstva. Mezi stanovišti PS bylo vybudováno stálé polní telefonní spojení a Pomocníci PS byli vybaveni skládacími přenosnými mikrotelefony (pojítky), které mohli zapojit do telefonního vedení jednoduchými zástrčkami v prostorech střežení a podávat hlášení. Platil zákaz nočního pohybu v blízkosti hraničního pásma, zákaz fotografování a filmování, provádění zeměměřičských prací či podobné zakreslování krajiny, mapování a hlavně místní obyvatelstvo nesmělo vést rozhovory s cizími státními příslušníky.
Špatný stav bytového fondu v pohraničí a chybějící finance na opravu vyřešilo politbyro ÚV KSČ v květnu 1957 demolicí opuštěných domů a rozvalin v hraničním pásmu. Protože se demolice v celém pohraničí značně protahovaly a MNV na ně v rozpočtu neměly finance, bourání se ujmula armáda a ministerstvo vnitra. Zničené budovy nahrazovala od roku 1960 zvýhodněná družstevní i státní výstavba, která značně poškodila urbanistický vzhled městečka. Vzhledem k blízkosti železné opony došlo také k omezení turistického ruchu.

## Obyvatelstvo
Ve Vranově nad Dyjí se v průběhu historického vývoje střetala a prolínala kultura původního slovanského osídlení s kulturou pozdější německé kolonizace (12.–13. století), která ráz městečka značně ovlivnila. Původní slovanské hradiště se pravděpodobně podle archeologických výzkumů nacházelo na místě románského kostela Nanebevzetí Panny Marie z 12. století, kde v meandru Dyje bylo založeno také samotné městečko. Jeho plánovité uspořádání oválného či do podkovy tvarovaného historického jádra a pozůstatky čtvercových polností poukazují na osídlení slovanského obyvatelstva. První němečtí osadníci na území Vranova pravděpodobně přicházeli z popudu markraběte Vladislava Jindřicha (asi 1160/1165–1222), dále Přemysla Otakara I. (1228–1239) a jeho synovce, později vévody a krále Přemysla Otakara II. (1247–1278). K početní převaze německého etnika docházelo postupně, kdy k celkové proměně okresu došlo zejména po třicetileté válce. V 18. století zdomácnělé německé obyvatelstvo se nazývalo Thayaner (Tajany). V roce 1880 českou řeč neuvádí ani jeden obyvatel. K podstatnému nárůstu českého a moravského obyvatelstva došlo po vzniku Československa a zejména během a po výstavbě Vranovské přehrady. Tlak na počeštění nejen městečka, ale i celého Podyjí je zřetelný z plakátu Národní jednoty pro jihozápadní Moravu.
„Na uvítanou! Čeští turisté!

Jste v kraji národnostně smíšeném. Buďte Čechy! Mluvte všude česky! Sedmdesát procent návštěvníků Podyjí je české národnosti a mohou mu proto vtisknouti svůj ráz. V těch obchodech a restauracích, kde se česky nedomluvíte, nestojí o Vaše peníze a proto (sic!) se jim vyhněte. Po návratu domů dejte tento leták čísti svým známým. Vyvěste jej v hostincích a pod., aby nejširší kruh spoluobčanů byl seznámen s krásami Podyjí a životem českého lidu na pohraničí. Přejeme si, aby se Vám u nás líbilo. Získávejte našemu Podyjí další přátele!“
Frain, einst die Perle im Thayatal
| Sčítání obyvatelstva | Obyvatel celkem | Národnost | Národnost | Národnost |
| Rok                  | Obyvatel celkem | Německá   | Česká     | Ostatní   |
| -------------------- | --------------- | --------- | --------- | --------- |
| 1880                 | 1 071           | 1 059     | –         | 12        |
| 1890                 | 1 052           | 1 030     | 13        | 9         |
| 1900                 | 1 061           | 1 002     | 54        | 5         |
| 1910                 | 1 048           | 1 013     | 26        | 9         |
| 1921                 | 1146            | 756       | 268       | 122       |
| 1930                 | 1 676           | 1 023     | 561       | 92        |
| 1945                 | 525             | 90        | 435       | 0         |
| 1950                 | 938             | 0         | 938       | -         |
| 1961                 | 1 063           | 0         | 1 063     | -         |
| 1970                 | 990             | 0         | 990       | -         |
| 1980                 | 976             | 0         | 976       | -         |
| 1991                 | 931             | 0         | 931       | -         |
| 2001                 | 919             | 0         | 919       | -         |
| 2011                 | 819             | 0         | 819       | -         |

Právě do státní správy a služby dosazené české obyvatelstvo opustilo Vranov z valné většiny po Mnichovu. Z městečka utíkali ale také němečtí antifašisté, Židé a české obyvatelstvo, které se aktivně podílelo na čechizaci území. Po vysídlení německého obyvatelstva v roce 1945/1946 proběhla ve Vranově další proměna etnického složení. Podstatný vliv na strukturu nejen etnickou, ale i politickou, mělo také prověřování obyvatelstva po uzavření státní hranice a vytvoření železné opony. Oblast jihozápadní Moravy a kultura zde žijícího německého obyvatelstva byla od nástupu komunistického režimu až do roku 1989 tabu, ale i v současnosti (2015) se jeví téma přínosu německého etnika pro Vranov nedostatečně zpracované.

### Spolková činnost
Rozvoj spolkové činnosti umožnila zejména prosincová ústava z roku 1867, v níž císař František Josef I. uzákonil občanské právo „shromažďovat se a tvořit spolky“. Německé obyvatelstvo se snažilo rozvíjet svou národní identitu a sdílet společné zájmy.
- 1864 Landwirtschaftliche Bezirks-Kontributions-Vorschußkassa
- Moravský hedvábnický spolek se sídlem v Olomouci (1864–1884), filiální stanice ve Vranově[66]
- 1881 Österreichischer Touristenklub (ÖTV) – spolupráce se sekcí Stockerau, 1883 spolupráce se sekcí Znojmo
- 1882 Spar- und Vorschußverein und Sparkassa
- 1882 Männergesangverein (Mužský pěvecký spolek): V roce 1891 došlo k úpravě stanov. Na valné hromadě 13. 1. 1889 v hostinci Ferd. Kocholla byl předsedou zvolen JUDr. Alois Zeitheim (notář), místopředsedou MUDr. Ascher Taubeles, sbormistrem Franz Fuchs (nadučitel), místosbormistrem Karl Hochheimer, jednatelem Johann Andreas (učitel) a pokladníkem Karl Fuchs, tak jako při valné hromadě v roce 1891. „Liedertafly“ se odehrávaly v hostinci starosty Ernsta Czelotha, kde působil i spolek Casino (divadelní hry) a s kterým pěvecký spolek spolupracoval. Männergesangverein byl současně členem (zástupce spolku Josef Körner) Německého pěveckého župního spolku na jižní Moravě (Deutscher Sängergauverband in südlichen Mähren).[67]
- 1883 Schulkreuzerverein, přejmenován na Deutscher Schulverein (1920 ze strany čs. státu zakázán), 1920 Deutscher Kulturverband (místo Deutscher Schulverein)
- 1887 Freiwillige Feuerwehr
- 1888 Verein gedienter Soldaten (ze strany čs. státu 1919 povinnost změnit název), 1919 Kameradschaftlicher Unterstützungsverein gedienter Soldaten
- 1888 Frainer Casino[68]
- 1893 Deutscher Landwirtschaftlicher Bezirksverein Frain[69]
- 1894 Musikverein[70]
- Verein der deutschen Staatsbeamten in Mähren – Ortsgruppe Frain
- 1899 Bund der Deutschen Südmährens
- 1899 Deutschvölkischer Turnverein, od roku 1920 Deutscher Turnverband
- 1906 Fischerverein für Znaim und Umgebung (Rybářský spolek pro Znojmo a okolí)[71][72]
- 1906 Ortsgruppe Frain des Landesverbandes für Fremdenverkehr in Mähren und Schlesien
- 1907 Verschönerungsverein[73]
- 1912 Verein deutscher Bienenzüchter für Znaim und Umgebung (Včelařský spolek pro Vranov a okolí, 1918 místní skupina Včelařského spolku pro Znojmo a okolí)[74][75]
- 1912 Ortsgruppe des deutschösterreichischen Handwerkerbundes (místní skupina německo-rakouského Svazu řemeslníků)[76]
- 1916 deutsche Bezirkskommission für Kinderschutz und Jugendfürsorge (místní skupina Okresní komise pro ochranu dětí a mládeže – sirotčinec)[77]

S nástupem čs. státu, přijmutím jazykového zákona, zavedením pozemkové reformy, rozšířením finanční stráže na hranici, ale také s budováním přehradní nádrže přicházelo do zcela německého Vranova nové a nové české a moravské obyvatelstvo. Ubránit se čechizaci, zachování jazyka a s ním i kultury se stalo pro spolky národnostní německé menšiny v Československu posláním. Přirozeně i české obyvatelstvo se snažilo prosazovat a uplatňovat své hospodářské, kulturní a společenské zájmy. Prvním založeným spolkem české strany byla nejprve odbočka obranářské Národní jednoty pro jihozápadní Moravu. Na podporu české menšinové školy vznikla pobočka Ústřední matice školské, dále Sokolská jednota Vranov (1919) a Klub československých turistů.
Po připojení Vranova k Třetí říši byly všechny německé spolky rozpuštěny nebo se staly součástí NSDAP. Na základě přijatého požárního zákona „Reichsfeuerlöschgesetz“ z 23. listopadu 1938 a prováděcího nařízení Říšského ministerstva vnitra z 24. října 1939 byly hasičské sbory podřízeny jako součást pořádkové policie (Ordnungspolizei) říšskému vůdci SS (Reichsführer-SS) a šéfu německé policie. Freiwillige Feuerwehr ztratily statut spolku a staly se pomocnými policejními silami (Hilfspolizeitruppen). České spolky byly zrušeny. S nástupem komunistů po roce 1948 se provolávala sláva KSČ, oslavovala se výročí spojená se stranou a se Sovětským svazem. Povolené byly pouze organizace Národní fronty, které řídili komunisté. Po roce 1989 funguje v obci:
- 1990 Sbor dobrovolných hasičů
- 1990 Místní organizace Moravský rybářský svaz[81]
- 1992 Myslivecké sdružení[82]
- 1992 Sportovní klub Vranov nad Dyjí
- 1995 Základní organizace Československý svaz včelařů[83]
- 2002 Občanské sdružení Clary[84]
- 2010 Vranovský okrašlovací spolek[85]

## Školství

### Německá obecná a měšťanská škola

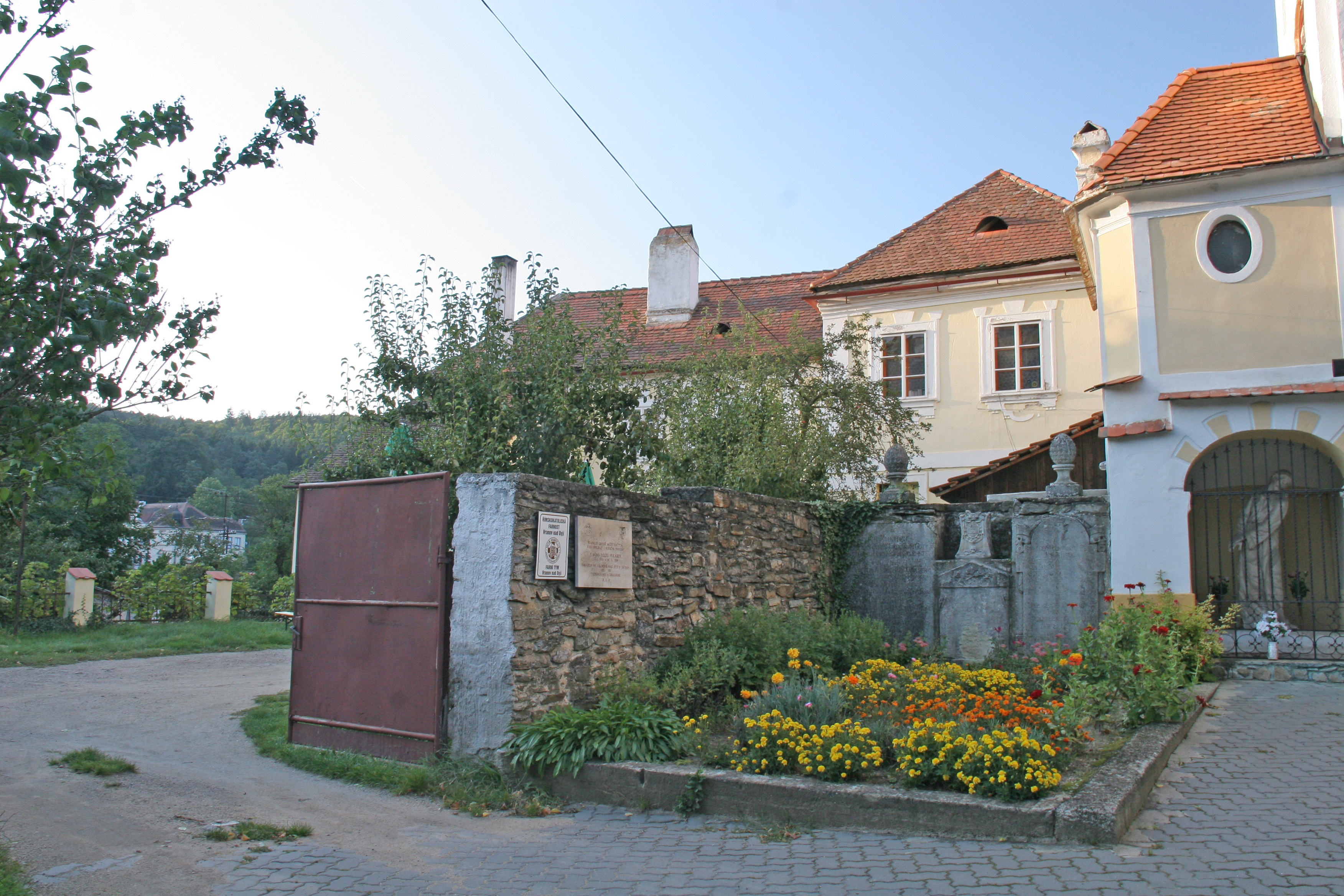
Barokní budovu fary u kostela Nanebevzetí Panny Marie čp. 20 nechal postavit Michal Heřman z Althannu na místě původní fary, při které byla škola zřízena (první písemná zmínka r. 1623)

První zmínka o škole pochází z roku 1623. Obec pronajala světnici, kde každý den večer vyučoval katolík Norbert Schwarz až do roku 1660 katechismus, čtení, psaní a počítání. Jeho plat sestával ze 4 zlatých za vyučování, 4 zlatých za službu kostelníka, 4 zlatých za správu kostelních hodin, 3 zlatých za zapisování během trhů, 4 zlatých a 30 krejcarů za vedení vinařských účtů (19 zl. 30 kr.) a od domácností dostával chléb. S platem ale zřejmě nevystačil, jelikož se vedle výuky živil ještě soustružničením. Po jeho smrti převzal školu v roce 1695 jeho syn a po něm vnuk Karel Schwarz, jenž na škole působil až do roku 1716. Karel hrával v kostele na varhany, za což mu příslušely 2 zl. Po roce 1716 se objevuje záznam o třech učitelích, takže je možné, že výuka probíhala ve třech třídách. Od roku 1722 je uváděn učitel Josef Schwarz.
V roce 1724 se škola přestěhovala na náměstí a v roce 1726 obec domek čp. 54 zakoupila a přestavěla. Vedle učebny se v budově nově nacházel také byt pro učitele. V roce 1748 byl jmenován správcem školy Josefův syn Karel Schwarz. Kronika se zmiňuje v roce 1766 o jeho zdárném vykonání předepsané učitelské zkoušky. Po něm v roce 1779 nastoupil syn Karel, jehož plat nečinil více než 36 zlatých rýnských. Snad právě pro další možnost přivýdělku byl zemským stavem v roce 1781 pověřen výběrem pohraniční daně z nápojů. Po téměř stoletém působení rodiny Schwarzů nastoupil učitel Jan Bradl (1782–1802). Vzhledem k tomu, že došlo k odfaření obcí Čížov, Nový Petřín a Jezevčí a tímto k snížení jeho platu, doplácela mu obec ročně 36 zlatých v hotovosti. Pravděpodobně i on si musel živobytí dorovnávat, protože roku 1802 požádal o vybírání zemské dávky z nápojů. Školu za jeho působení obec rozšířila na dvojtřídní a najala školního pomocníka za stravu dům od domu a roční plat 1 zlatý za zvonění umíráčkem.
Škola na náměstí byla od roku 1859 ohrožována sesuvem půdy a město budovu přenechalo vrchnosti. Novým místem pro výuku se stala tzv. „Helenina vila“ na kopci. Již v roce 1883 město dostavělo nad pivovarskými sklepy 1. patro se třemi učebnami, dvěma místnostmi pro řídícího a podučitele. Místní Německý hospodářský spolek otevřel v roce 1899 zimní hospodářskou školu (Landwirtschaftliche Winterschule) ve Štítarech. V roce 1906 podala školní rada žádost o zřízení chlapecké měšťanské školy a ještě téhož roku město otevřelo 2. patro s tělocvičnou pro trojtřídní chlapeckou měšťanku (Volks- und Bürgerschule). Od roku 1909 mohli žáci při škole navštěvovat živnostenskou pokračovací školu (Gewerbliche Fortbildungsschule), která fungovala až do roku 1939. Před první světovou válkou působil při škole podpůrný školní spolek („Schulkreuzerverein“), který o Vánocích přispíval chudým žákům obuví a ošacením. Za 1. světové války byla v budově bývalé keramičky zřízena opatrovna pro 150 německých hochů. Místní pobočka Německého učitelského spolku (Deutscher Schulverein) zřídila při hospodářské škole internát. a od roku 1900 využívaly matky i mateřskou školu.

### Česká obecná a měšťanská škola

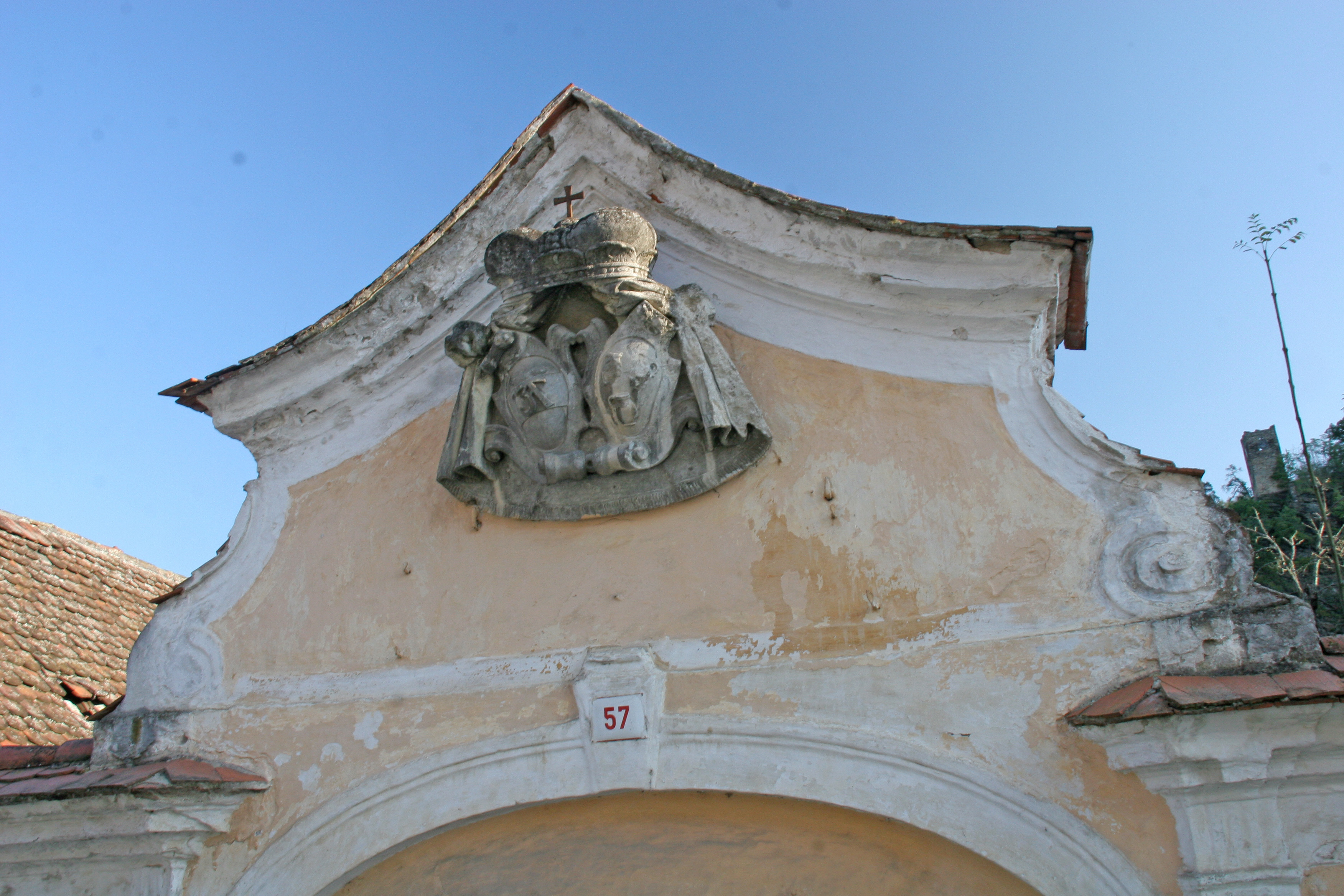
Vrchnostenský mlýn čp. 57 postavil Michal Heřman z Althannu v roce 1703. V roce 1745 jej Marie Anna Pignatelli přebudovala a dvojštítové průčelí osadila vlastním erbem a erbem jejího manžela Michala Jana III. z Althannu. V roce 1782 mlýn koupil Michal Gottfried

Po vzniku Československa se nevyhnula vlna čechizace ani pohraničnímu Vranovu. Po založení Národní jednoty pro jihozápadní Moravu se na posilování českého živlu nejvíce podílel řídící učitel Josef Veleba, cestmistr Bečička, ředitel velkostatku Holub, holič Alois Veselý, Leopold Andrýsek a mlynář Alois Grund, který se angažoval také při Okresní péči o mládež. Pro větší legitimitu české jednotřídní menšinové školy (od 1919), kterou zpočátku navštěvovali jen dva místní žáci, přesunula Česká zemská péče o mládež do Vranova sirotčinec z Lesné. Nejprve byly děti přechodně umístěny do německé opatrovny a v roce 1933 přešly do upravené budovy dětského domova pod přehradou. Škola se však neustále stěhovala, jelikož místní německé vedení města se takovým pokusům všemožně bránilo. Ochranovna z Moravského Krumlova vybudována v roce 1907 jako zemský německý sirotčinec pro chlapce byla přeložena v roce 1919 do Vranova. Na měšťance přibyla nepovinná čeština. Po velkých protestech uvolnila jednu třídu pro českou výuku německá škola. Nákladem státu v roce 1935 obdržela česká menšina v sousedství německé školy novou budovu. Stavební pozemek pro školu i zahradu daroval české menšině hrabě Stadnicki. V roce 1938 na ní vyučovali tři učitelé ve třech třídách pod řídícím Josefem Velebou. Vzhledem k tomu, že československá vláda odstoupila pohraniční území 21. září 1938, započalo postupné stěhování a na českých školách značně poklesl počet žáků. Státní úředníci a tedy i učitelé museli podle vládního nařízení vytrvat na svých postech, takže po Mnichovu odcházeli na poslední chvíli a snažili se zachraňovat školní majetek.
Po připojení Vranova k Třetí říši byla česká škola zrušena, k jejímu obnovení došlo až v roce 1945. Česká škola přibrala i budovu původní německé obecné a měšťanské školy a vyučování na obecné škole započalo 3. září 1945 ve dvou třídách. Měšťanskou školu (potom Střední škola, Osmiletá střední škola, Základní devítiletá škola, Základní škola) se ale naplnit nedařilo. Agitovalo se po obcích, kde rovnou probíhaly zápisy, nefungovala vhodná autobusová doprava a děti docházely pěšky. Pořízený školní autobus dotovaly různé spolky, Ústřední matice školská, Strana sociálně demokratická a dokonce i prezident Edvard Beneš. Nepomohl ani zřízený internát. Problém nastal především po odsunu německého obyvatelstva s vylidněním pohraničí a ve vzdělanostním potenciálu novoosídlenců, které z valné většiny tvořil zemědělský proletariát. Celou situaci nakonec vyřešil „zákon o základní úpravě jednotného školství“ v roce 1948, kterým byla zavedena devítiletá školní docházka pro vyrovnání různých nároků na studium. Ve škole stouply počty žáků po zřízení železné opony, kdy spousta obcí na hranici rozhodnutím ÚV KSČ o obecné školy přišla.
Nový školský zákon z roku 1953 rozpracovával usnesení sekretariátu ÚV KSČ, které vyžadovalo strukturu připodobněnou sovětskému školství. Obecná a měšťanská vranovská škola byla v roce 1954 nahrazena osmiletou základní školou. Žáci ji ukončovali závěrečnými zkouškami ze dvou povinných a jednoho výběrového předmětu. Gymnázia nahradily jedenáctileté střední školy se všeobecným středním vzděláním. Dalším novým školským zákonem z prosince 1960 došlo opět k prodloužení povinné školní docházky na devět roků. Na základní devítiletou školu ve Vranově v letech 1960–1961 navazovaly rovnou střední všeobecně vzdělávací školy, jelikož podle doporučení sjezdu KSČ měla mít do roku 1970 „převážná většina mládeže“ úplné středoškolské vzdělání. Tento nový školský zákon ještě více tlačil na rušení malých venkovských škol. Právě od této doby lze pozorovat ve Vranově značný nárůst počtu žáků. Ve školním roce 1960–1961 navštěvovalo ZDŠ 461 žáků a ve 14 třídách učilo 17 učitelů. Ještě více získala vranovská ZDŠ v roce 1971 vytvořením tzv. střediskové obce. Škola obdržela díky větším finančním prostředkům splachovací toalety a nové kanalizační rozvody. V letech 1947–1949 zřídilo ministerstvo školství a osvěty při měšťanské škole Lidovou školu zemědělskou, která byla v roce 1948–1952 přejmenována na Základní odbornou školu zemědělskou. Učňovská škola obchodní působila při škole v letech 1955–1960.
Základní škola působí dnes jako příspěvková organizace městyse Vranov nad Dyjí sdružující další školská zařízení: základní školu a školní družinu. Ve školním roce 2013/2014 navštěvovalo školu v sedmi třídách 119 žáků. Na škole působí jedna ředitelka, deset učitelů, jedna vychovatelka, dva asistenti pedagoga a dva nepedagogičtí pracovníci (školník a uklízečka). Školní družina má k dispozici oddělení pro děti 1.–2. třídy a oddělení pro děti 3.–5. třídy. Další příspěvkovou organizací je mateřská škola a školní jídelna. V původní budově české školy z roku 1930 (pro 1. až 4. ročník ZŠ) se pro nedostatek žáků od roku 2003 nevyučuje.

## Hospodářství a občanské vybavení
Vranov nad Dyjí se již v 19. století etabloval jako vyhledávané letovisko. Tato tendence stále převažuje. Podle územního plánu z roku 2014 je cca 250 stálých pracovních míst zajištěno v občanské vybavenosti, na zámku, ve stravovacích a ubytovacích zařízeních, na pláži, v obchodech a ve službách, dále v provozních pozicích přehrady a elektrárny. Výrobu zastupuje truhlářství a autoservis. Pracovní příležitosti v zemědělství a v průmyslu nejsou nabízena žádná místa. Během turistické sezóny značně vzroste poptávka v rekreačních a turistických zařízeních, zejména na Vranovské pláži. Obyvatelé města jezdí za prací také do Znojma, Moravských Budějovic a do Dolního Rakouska.

### Historie

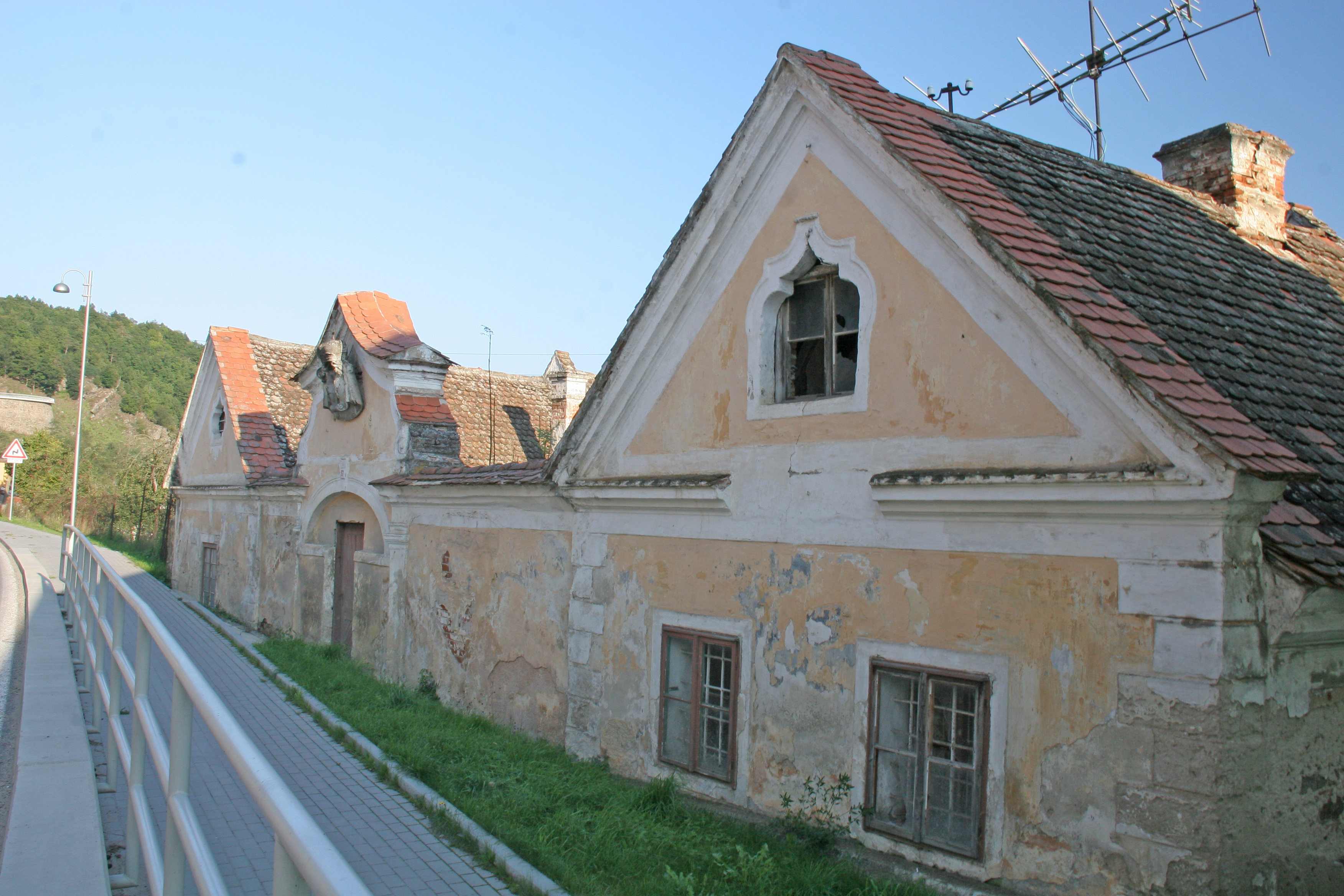
Panský vodní mlýn

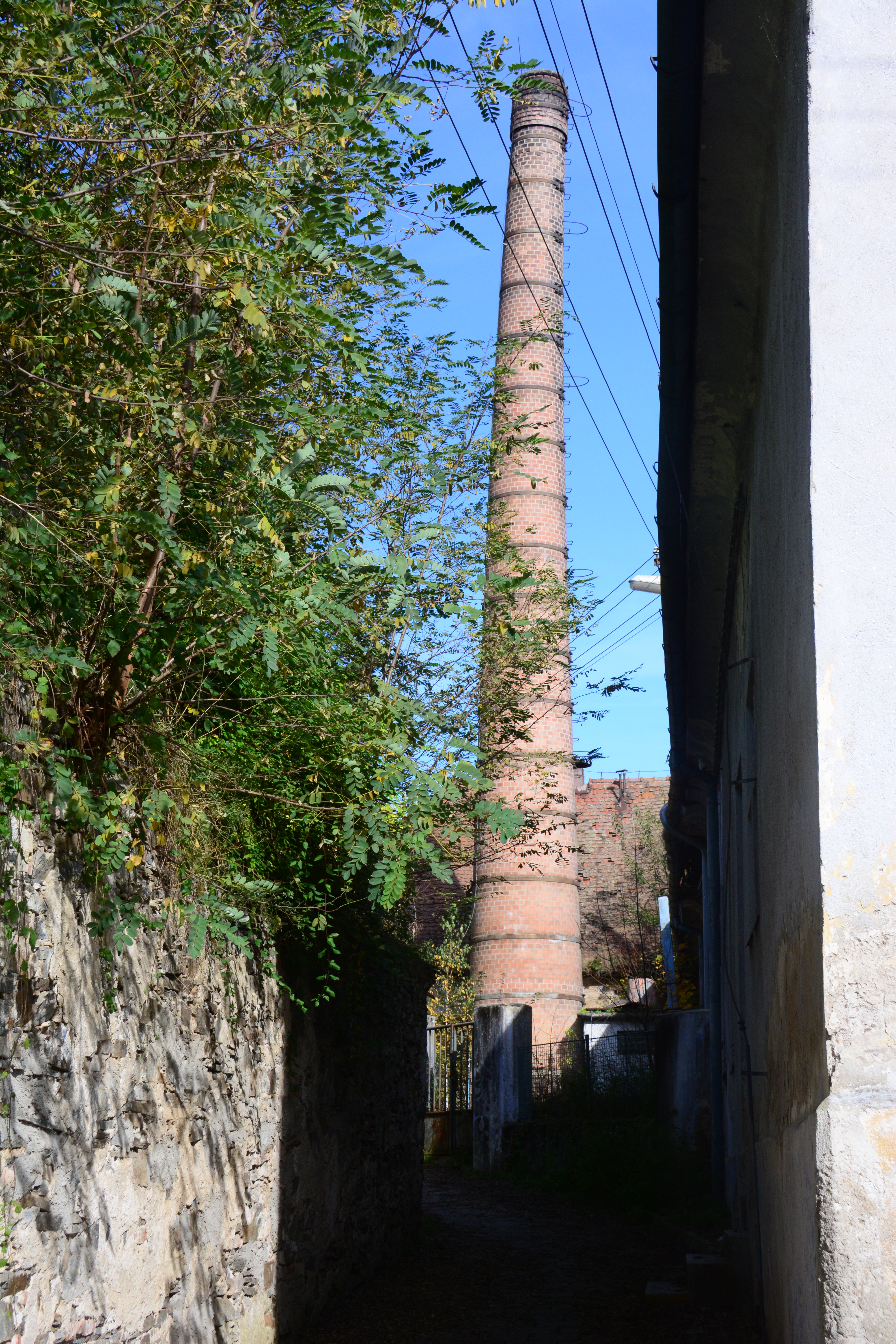
Bývalá keramická továrna na fayence, kamenné zboží a wedgewoodové nádobí, založená Hilgartnerem z Lilienbornu

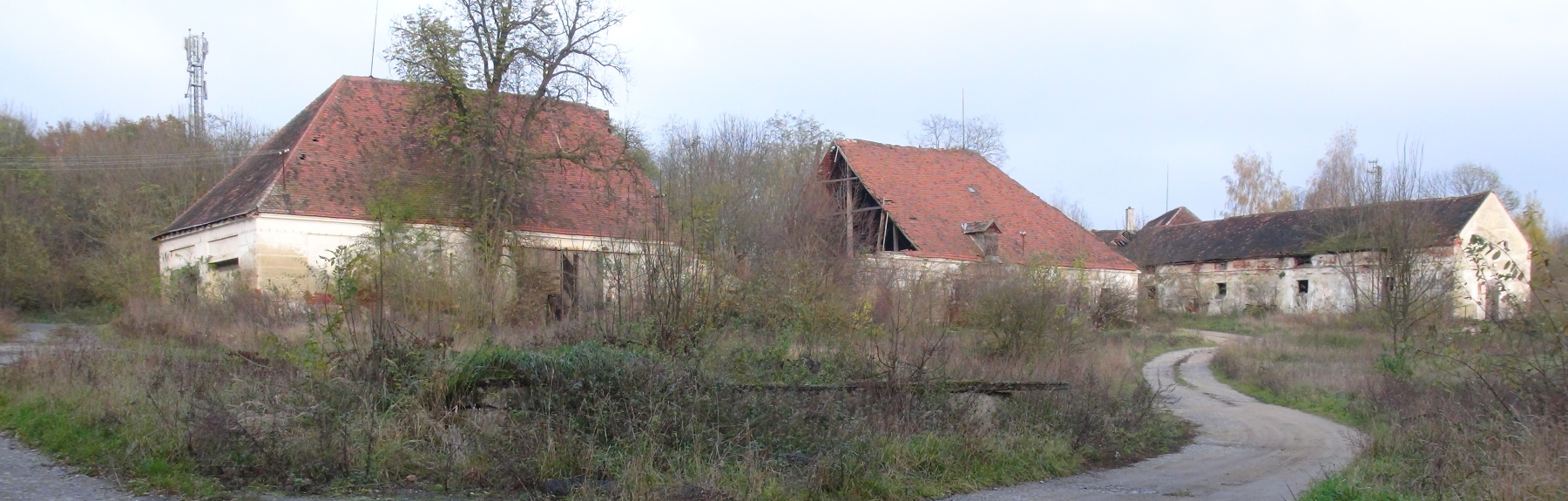
Bývalý vranovský velkostatek, stav 2012

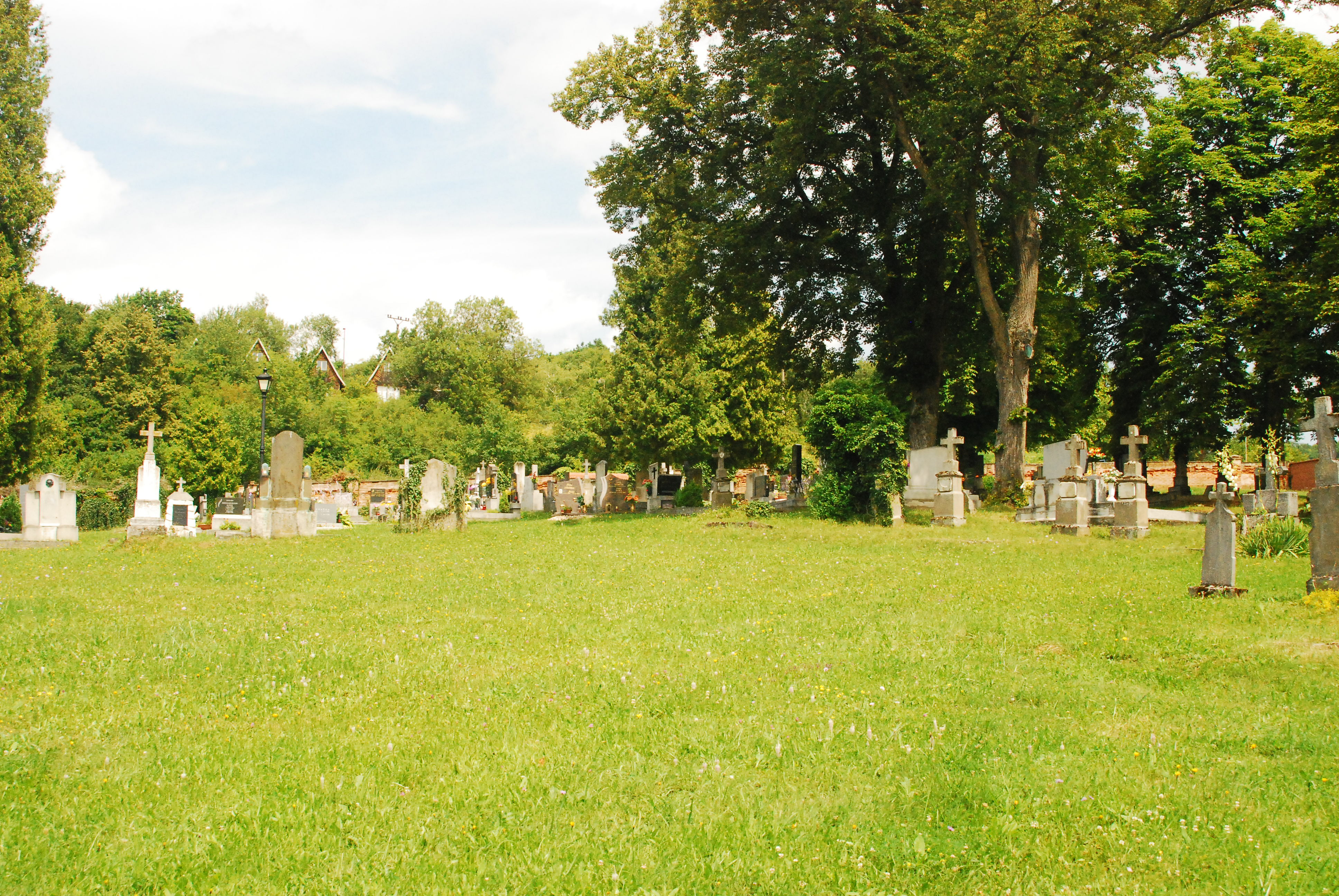
Hřbitov Vranov nad Dyjí, v pozadí necitlivá chatová výstavba, stav 2013

O vranovských mlýnech, pivovaře a sladovně se hovoří již kolem roku 1552. V 17. století se na vranovském panství nacházelo městečko Vranov s pivovarem, vápenkou, s panskými doly na železnou rudu, která se dolovala v letech 1618–1740 ve stráních po levém břehu Dyje, s manufakturními hamry a s poplužním dvorem, dále městečko Šafov, ves Lančov s cihelnou, ves Starý Petřín, Nový Petřín, Čížov, Podmýče, Onšov, Jazovice, Milíčovice, zámek Nový Hrádek, pustý Šimberg, městečko Štítary s obilními desátky, městečko Lukov s poplužním dvorem, pivovarem a ovčírnou, pusté vsi Křímov, Telčice, Český, Vlkov a Epice. Námezdní sezonní dělníky a z části poddané formou roboty zaměstnávaly v zemědělské výrobě poplužní dvory vranovský, lukovský a vracovický. Pěstovalo se žito, oves, ječmen, pšenice, proso, pohanka a hrách. Z živočišné výroby vynikal především chov ovcí. Zrno z panských polí putovalo do pivovarů a vyrobené pivo odebíraly venkovské krčmy. Tak se dělo i v případě vrchnostenského vína z okolí Nového Hrádku. Další příjmy přinášelo rybníkářství, hospodaření na mlýnech a v hospodách.
Ferdinand III. Habsburský udělil 14. září 1642 zničenému městečku po obléhání švédskými vojsky právo jednoho týdenního trhu na každou středu a tří trhů výročních (koňské a dobytčí). Listinu znovu potvrdili 24. března 1716 císař Karel VI. a 27. února 1747 Marie Terezie. Trhy se konaly: 1. na škaredou středu, 2. na sv. Floriana, 3. na sv. Annu, 4. v pondělí na sv. Pavla a 5. na den Dušiček. S těžbou železné rudy, která přetrvala až do poloviny 18. století, se rozvinulo v městečku kovářské a zámečnické řemeslo. První cech řemeslníky černého řemesla sdružoval od roku 1642. Následovaly cechy: tkalců a soukeníků (1670), kovářský (1675), koželuhů, sedlářů a ševců (1679), řezníků (1720), mlynářů a pekařů (1727), zedníků a tesařů (1744) a v neposlední řadě bednářů a kolařů (1834). Hrnčířstvím se zabývali obyvatelé ve Vranově a okolí již od pradávna a v roce 1684 se připomínají u cechu hrnčířského ve Znojmě.
Oživení průmyslové výroby přinesla v letech 1799–1882 panská keramická továrna na fayence, kamenné zboží a wedgewoodové nádobí, založená pražským zemským advokátem Hilgartnerem z Lilienbornu a později provozovaná jeho nástupcem polským hrabětem Stanislavem Mniszkem. Keramická hlína z Vranova se musela doplňovat dovozem hlíny z Přímětic a Hlubokých Mašůvek. Proslulou se stala továrna za ředitelování Michala Raufra a Františka Dürnböcka. Zboží se vyváželo především do Uher, Čech, Sedmihradska a Turecka. Pro italskou Neapoli se vyráběly napodobeniny antických váz. Bratři Klingrové z Vídně založili v roce 1879 továrnu na hedvábné zboží, která ještě na začátku 20. století zaměstnávala 100 dělníků. V roce 1892 založil lesmistr Hallamassek cementárnu a výrobu betonových dílů.
Od počátku 20. století sedláci postupně upouštěli od trojpolního zemědělství, mizela rádla a zdokonalovaly se pluhy, secí a žací stroje a hlavně se všude objevily mlátičky. Změnily se i pěstované plodiny. K žitu, ječmeni, pšenici a ovsu přibyly brambory, krmná řepa a částečně zelí a z pícnin jetel. Louky se rozprostíraly hlavně kolem Dyje a Želetavky. Rybníkářství zcela zaniklo. V dobytkářství se přešlo na čistokrevná plemena. Většina obyvatel pracovala na panském velkostatku, v lesích, ve státní správě a rozvíjela své živnosti. Městečko se stalo vyhledávaným letoviskem, čemuž valná většina přizpůsobila i své živobytí, přibyla celá řada hotelů a penzionů či ubytování v soukromí. K tomu napomohla i železniční zastávka Šumvald-Vranov na Severozápadní dráze, která ačkoliv byla vzdálená 7 km, nepůsobila hostům díky spoustě povozů a drožek ke všem vlakům potíže. Výroční trhy se konaly: 1. první čtvrtek v březnu, 2. první čtvrtek v květnu, 3. první čtvrtek v srpnu, 4. první čtvrtek v říjnu a 5. první čtvrtek v listopadu. Dobytčí trhy se pořádaly ve středu před trhem výročním. Týdenní trhy mohli návštěvníci využít každou středu.
Zřízením Československa došlo k zásadnímu zásahu do zaběhnutého německého hospodářství městyse. Systematickým a plánovitým českým přistěhovalectvím (státní úředníci a zaměstnanci, policisté, železničáři, za nimi přicházeli pracovníci služeb, obchodu, učitelé) byl vyvíjen hospodářský tlak na německé firmy a u vranovských Němců vyvolával obavy o budoucnost jejich kulturního prostředí. Největší vlna českých přistěhovalců přišla se stavbou Vranovské přehrady. Ve Vranově také započala operovat a národnostní boj podněcovat Národní jednota pro jihozápadní Moravu. Nacionalistický postoj k německým obchodníkům, živnostníkům a podnikatelům ve Vranově nejlépe dokládá zpráva z výboru okrsku NJZM ve Vranově:

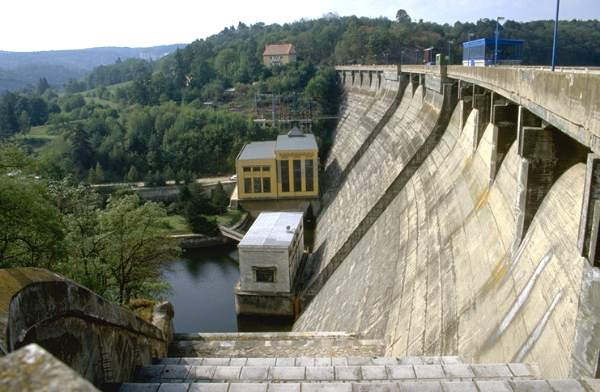
Vranovská přehrada – elektrárna pod hrází, stav 1995.

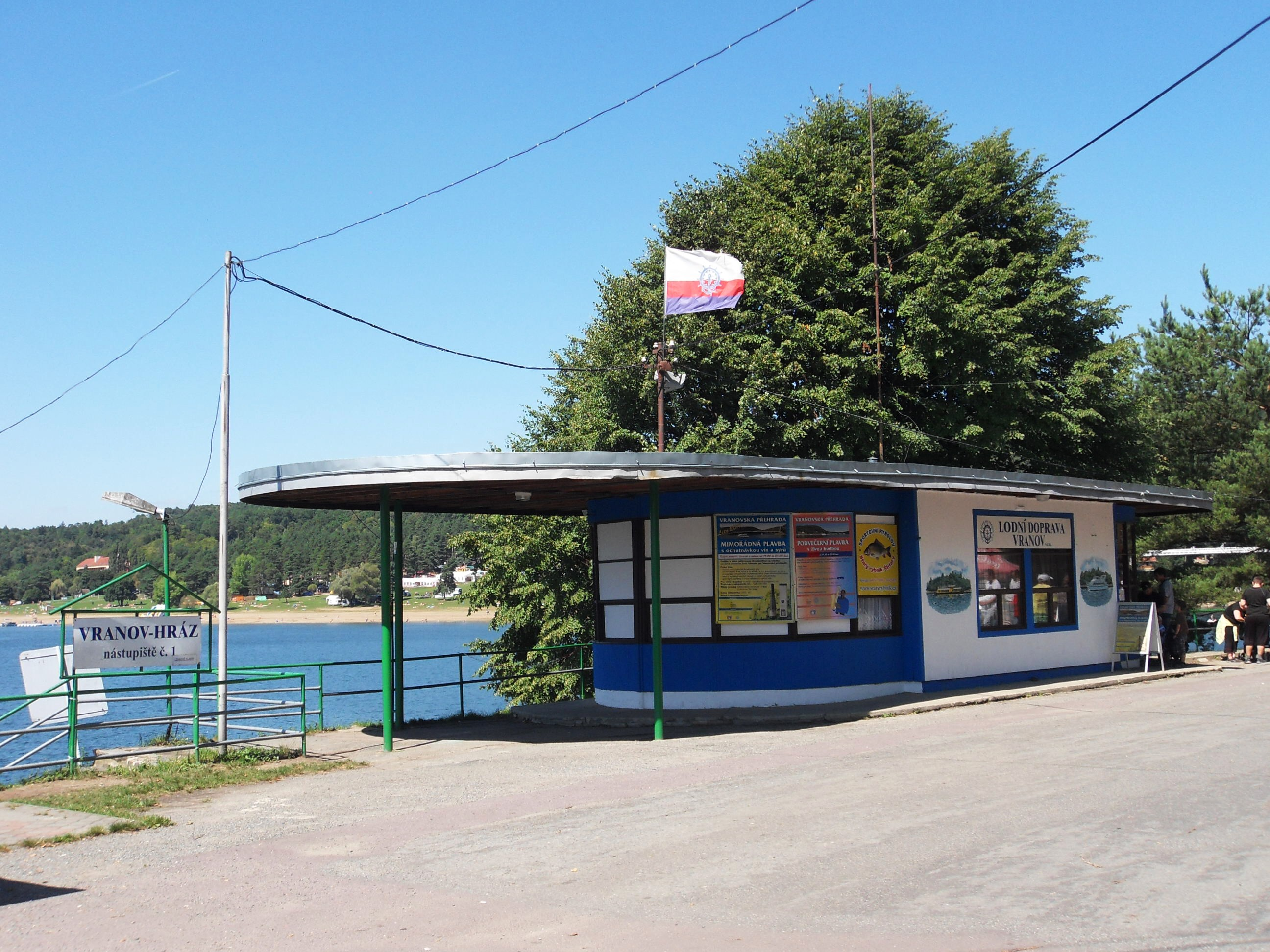
Prodejna lodní dopravy, stav 2011

„Obchody a živnosti v obcích jazykově smíšených jsou takřka napořád v rukou německých a nejeví se tu ani dostatek vůle vyjíti vstříc českým zákazníkům (…) a čeští turisté pro svoji národní vlažnost nedovedli si za celá léta od převratu vynutiti českou obsluhu, sbírají pracně německých slovíček a němečtí obchodníci a živnostníci nevidí nutnost přizpůsobit se novým poměrům. Poněvadž pak turista přichází nejvíce do styku s hostincem a obchodem (…), činí si dle toho uzávěr, že Vranovsko je německé a česky se tu nelze domluviti.“
Národní jednota pro jihozápadní Moravu Vranov

### Mlékárna
Dne 6. června 1945 bylo ve Znojmě založeno Mlékařské rolnické družstvo, které si pronajalo od národního správce stávající mlékárnu v Hodonicích (původně mlékárna Walter) a od 1. ledna 1946 konfiskát mlékárny Hor. Břečkově. Následně se družstvo rozhodlo vybudovat ve Vranově novou družstevní mlékárnu s tím, že mlékárna v Hor. Břečkově bude zrušena. V září 1945 začali o zřízení mlékárny jednat také zemědělští zástupci všech obcí Vranovského okresu a za tímto účelem byl zvolen akční výbor. Do sběrného obvodu mlékárny v Hodonicích spadalo 78 obcí. K výstavbě nové mlékárny nedošlo a sídlila nakonec v areálu bývalé keramičky. Po únoru 1948 byl mlékárně ve Vranově přidělen konfiskát bývalé mlékárny v Horním Břečkově, která byla do roku 1950 v rámci budování železné opony postupně zrušena.
K 1. lednu 1953 bylo mlékárenské družstvo v Hodonicích na základě výměru ministerstva potravinářského průmyslu ze dne 30. prosince 1952 znárodněno a byl zřízen národní podnik Mlékařské závody v Hodonicích. V roce 1956 došlo k začlenění Mlékařských závodů v Hodonicích pod mlékárnu Nestlé v Moravském Krumlově (znárodněn 1. prosince 1948) a následně v roce 1957 bylo podnikové ředitelství v M. Krumlově začleněno do krajského mlékárenského podniku Lacrum (Lacrum, národní podnik, provozovna Moravský Krumlov), čímž došlo ke zrušení menších mlékárenských závodů v Hodonicích, Hostěradicích a ve Vranově. Svoz mléka z celého okolí zajišťoval podnik ČSAD (sídlící ve Vranově až do roku 1974). Čerstvé mléko bylo dodáváno do Znojma a ve Vranově se vyrábělo čajové mléko, smetanový sýr Romadur, tvaroh a další mlékárenské výrobky. V budově mlékárny pak krátce působila pobočka státního podniku Tesla Holešovice pro výrobu žárovek, k jehož výmazu došlo z rozhodnutí ministra strojírenství a elektrotechniky ČR č. 76/1990 dne 1. prosince 1990.

### Státní statek Lesná
Taktéž na Vranovsku probíhala po roce 1948 kolektivizace a zakládání JZD. Ekonomické potíže družstev nakonec KSČ vyřešila likvidací JZD a jeho převodem do státního statku. Od přelomu 60. a 70. let se malá JZD slučovala a nakonec se z okrajových částí Státních statků Znojmo a Jaroměřice nad Rokytnou utvořil v roce 1960 Státní statek Lesná využívající areál vranovského velkostatku. Po uzavření hranice železnou oponou lze pozorovat viditelný úbytek obyvatelstva.
Před sametovou revolucí poskytovaly zaměstnání (mimo turistického ruchu a ozbrojených složek armády) Jihomoravské dřevařské závody v Uherčicích, Tesla Holešovice závod Vranov nad Dyjí (200 zaměstnanců) a vodní elektrárna Vranov nad Dyjí (13 zaměstnanců).

### Drobná výroba, zemědělství a služby
Veškerá drobná výroba nebo poskytované služby z minulosti ukončily činnost a ve Vranově působí pouze rodinné „Truhlářství Vránovi“ pod hrází poskytující výrobu nábytku, řezání na míru a hranování. Směrem na Lančov je umístěna skládka posypového materiálu. Řemeslnické služby nabízí Jan Kauer, Karel Budný, Leopold Dvořák (Dvořákův komunál v objektu bývalé továrny na kamenické a betonářské zboží pana Hallamasska), firma „Žaluzie Jelínek“, „Malíř, natěrač Stejskal“ a „Kochol Vladimír-Auto-Servis“. Zemědělskou půdu na katastru obhospodařuje firma ZEMOS sídlící ve Starém Petříně. Rozvoji zemědělství brání nevhodný terén a rekreační zaměření jak vlastního Vranova tak celého katastru. Zahradnictví (ovocnářství, zelinářství či květinářství) není rozvinuto a slouží jen osobní spotřebě.
Česká pošta, s. p. (pobočka Vranov nad Dyjí) se nachází na Náměstí čp. 19 společně s Turistickým informačním centrem a veřejným internetem v objektu bývalé lékárny na čp. 47, Obvodní oddělení Policie České republiky sídlí na ul. 8. května čp. 155, knihovnu najdou čtenáři v objektu bývalé mateřské školy na ul. Bělidla čp. 165, hřbitov leží severně nad městečkem a má dostatek rezervních ploch. Požární zbrojnici využívá ZO SDH Vranova nad Dyjí na ul. Zámecká. Tělocvična je v budově základní školy, dětská hřiště v Zátiší, Junáckém údolí, Zadních Hamrech, Benátkách aj. Fotbalové hřiště lze navštívit na nábřeží, další poskytují rekreační zařízení. Prodej potravin zprostředkovává Pavel Šrámek na Náměstí čp. 23 a Vlastimil Balaš na Komenského stezce čp. 196. Pavel Gajdoš prodává v Předních Hamrech na čp. 63 textilní galanterii a bytový textil, Marie Pokorná vyrábí a prodává oděvy nadměrných velikostí pro sport a volný čas přes e-shop a Naděžda Kapičáková v Zátiší čp. 360 se věnuje výrobě patchworku. Galerii Doré provozuje Oldřich Máša na čp. 174.

## Doprava

### Automobilová a autobusová doprava
Vranov ležící v hlubokém údolí spojovala se Znojmem strmá a pro koňské spřežení i vozky nebezpečná cesta přes kopec (Frainer Berg) k Onšovu. Hrabě Stanislav Mniszek nechal cestu v roce 1806 rozšířit, strmost cesty zmírnit zákrutami (Serpentine), po stranách opatřit kamennými zídkami a vydláždit. Na památku mu město postavilo u silnice mramorový sloup o váze 7 centů, z něhož se dochoval jen nápis zasazený nyní v hlavní serpentýně. Cedule v zákrutě pod kapličkou připomíná opravu silnice v letech 1882–1883 za pomoci Zemské moravské správy. Na začátku 20. století vedla silnice z Vranova do Znojma přes Liliendorf, Vracovice, Milíčovice a Citonice. Na Jemnici se cestovalo přes Šafov, Křtálky, Frejštejn, Uherčice, Lubnici nebo přes Liliendorf, Šumvald, Štítary, Šreflovou.

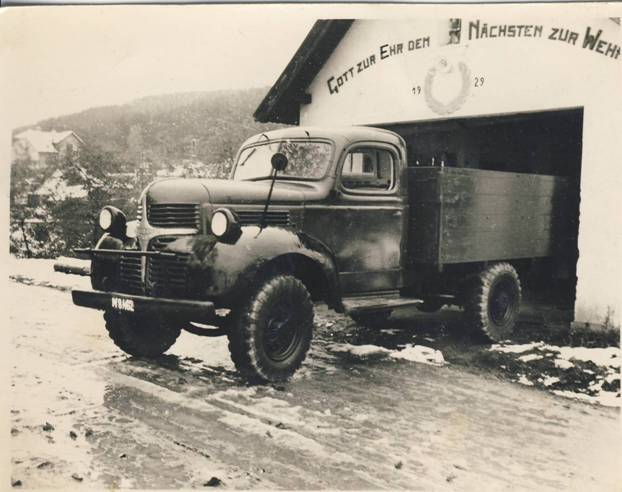
Nákladní vozy zn. Dodge patřily do typizované techniky dobrovolných hasičů. Ilustrační foto s automobilem v hasičské zbrojnici

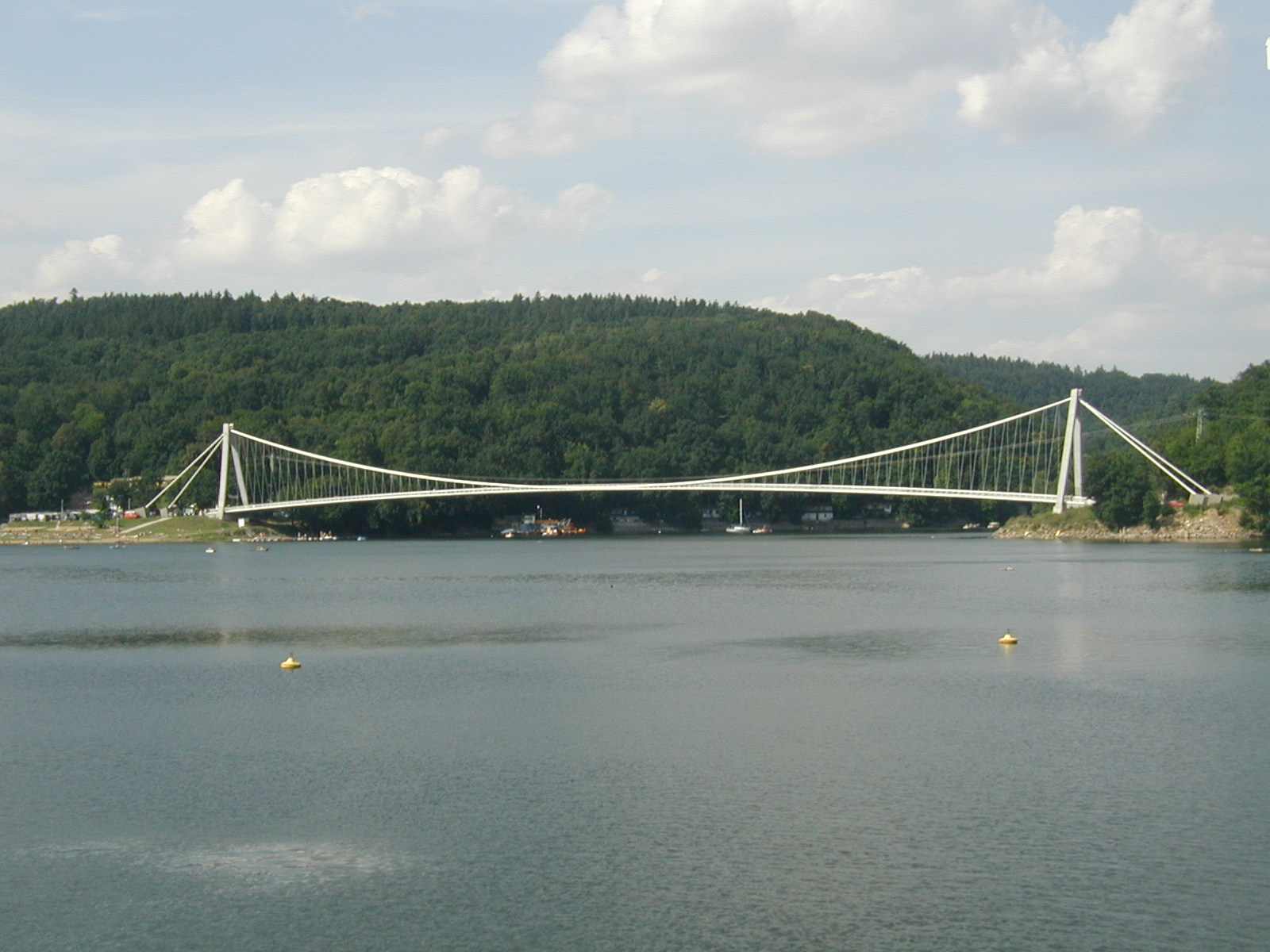
Visutá lávka projektantů ing. prof. J. Stráského, ing. I. Hustého a ing. J. Jordána postavená v roce 1993

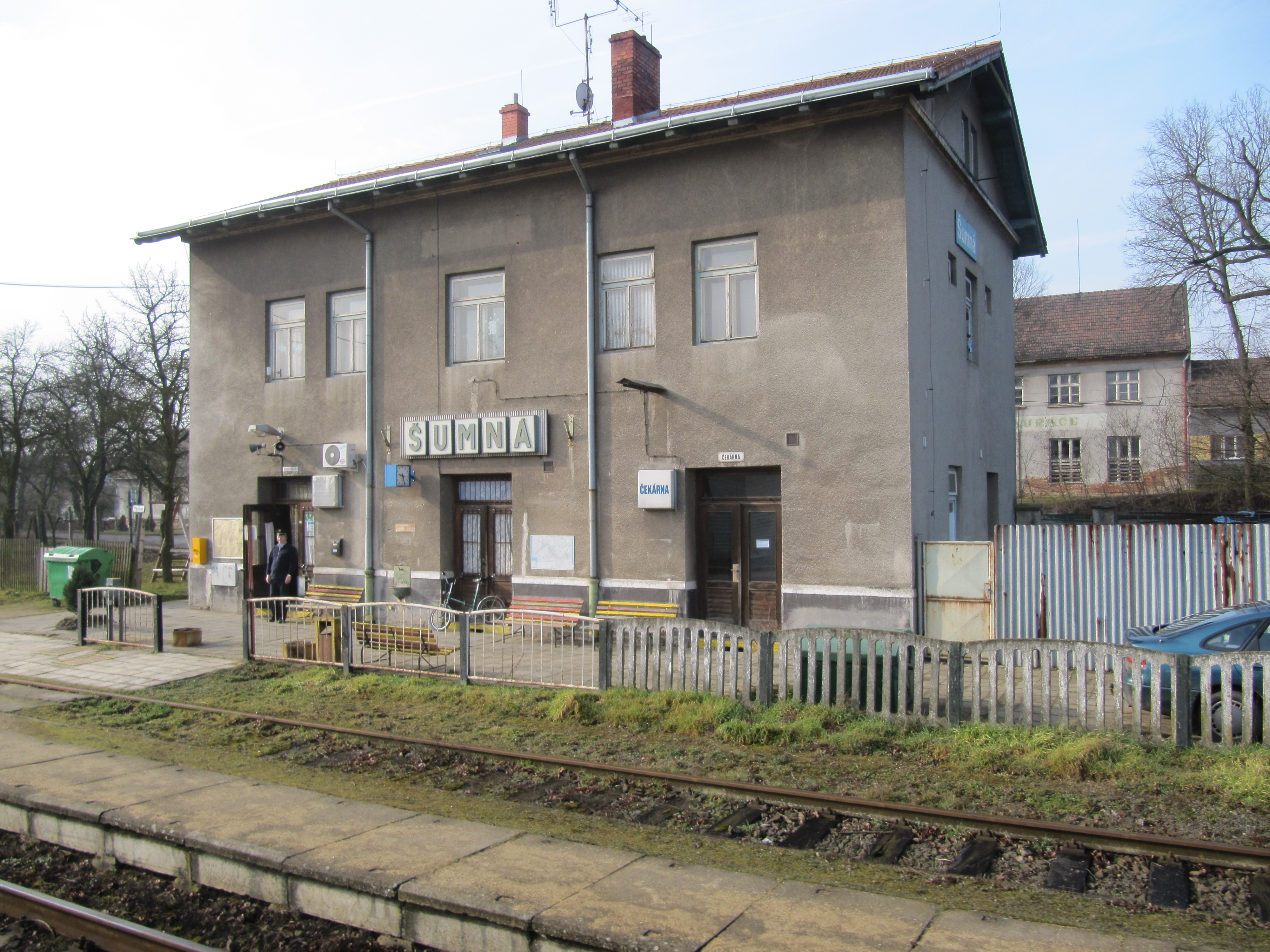
Zašlá sláva železniční zastávky Šumná (Šumvald-Vranov). Stav 2014 s plotem z vlnitého plechu a dalšími pozůstatky socialistické devastace

Železný obloukový most přes Dyji směrem na Bítov (zatopený Bítov) nechal postavit v roce 1892 starosta Ernest Czeloth, ten byl 19. prosince 1969 vyměněn za most s vyšší nosností. Z Bítova vedla cesta do Velkého Dešova. Rozšíření cesty a zvýšení kamenné zídky (1865) před velkou vodou do Předních a Zadních Hamrů financoval v roce 1897 německý Záloženský a spořitelní spolek (Spar- und Vorschussvereins) z Vranova. Prostranství před panským mlýnem bylo upraveno v letech 1884–1889, kdy také původní dřevěnou lávku do Benátek v roce 1898 nahradil dřevěný most otevřený k 50. výročí panování císaře a nazván „Kaiser-Jubiläums-Brücke“. Po jeho stržení velkou vodou v roce 1929 byl nahrazen současným železobetonovým v letech 1923–1930. Za starosty Ernesta Czelotha přibyla ve městě ještě lávka přes řeku v místech pod nynější hrází přehrady. Před odtržením od Rakouska-Uherska o silnice pečoval vranovský okresní silniční výbor.
Po zbudování vranovské vodní nádrže k ní vybudoval stavební podnik v letech 1931–1932 také silnici a následně vznikly i oba mosty k Vysočanům a Bítovu. Za nové čs. republiky přibyly hraniční přechody a celní cesty do Dolního Rakouska: z Křtálek (Stálek) do obce Heinrichsreith, ze Šafova do Lanavy (Langau), z Vratěnína do Drosendorfu a z Čížova do Hardeka.Dlážděná cesta městem byla pořízena až v roce 1939 za Třetí říše. Osobní dopravu mimo firmy Walka provozoval také Inocenc Jelen (Garage Jelen). Přívoz německým dřevěným kutrem přes Švýcarskou zátoku nahradila visutá lávka projektantů ing. prof. J. Stráského, ing. I. Hustého a ing. J. Jordána v roce 1993. Po vysídlení německého obyvatelstva převzal do národní správy nově přistěhovalý Matěj Stehlík dům čp. 307 po dopravní firmě rodiny Walka. Ten také zajišťoval poválečnou příležitostnou dopravu na nákladním voze Dodge 3,5 t, který ve městě zůstal po vysídleném obyvatelstvu. Jinak se používala kola nebo se chodilo pěšky. Matěj Stehlík opatřil korbu s plachtou lavičkami a rozjel osobní přepravu k železniční zastávce Šumná-Vranov. Druhým konfiskovaným automobilem stejné značky přepravoval dřevo pro firmu Kříž v Lesné Karel Sára.
Na jaře roku 1947 převzal osobní dopravu státní podnik ČSAD s autobusem Škoda 256 a v zimě přibyl autobus Praga RN. ČSAD se sídlem v Brně si nejprve zřídila sídlo na čp. 88, poté na panské hájence a po její demolici se přemístila na čp. 307. Vzhledem k tomu, že zestátněný vozový park po Němcích dosloužil, byla v roce 1974 nákladní doprava ČSAD ve Vranově zrušena. Osobní doprava probíhala na lince Šumná–Vranov, Znojmo–Vranov–Podhradí a Znojmo–Vranov–Slavonice–Staré Město. Vranovem prochází v současnosti silnice druhé třídy 408 a silnice druhé třídy 398. Autobusové spojení zajišťuje IDS JMK linkou č. 816 Znojmo–Vranov nad Dyjí–Lančov–Vratěnín–Drosendorf. V roce 2003 proběhla rekonstrukce lávek po bývalé pohraniční stráži: Šobeské, Hamerské a Lipinské. V červenci a srpnu mohou od roku 2008 turisté využívat také vyhlídkový vláček dopravce ČAS-service a. s. jako pravidelnou linku č. 835010 od pláže k náměstí a zámku. V roce 2013 byl opraven průtah obcí a další rok náměstí s novou autobusovou čekárnou.

### Železniční doprava
Na trati Severozápadní dráhy Znojmo–Okříšky obdržel Vranov v roce 1870 zastávku Šumvald-Vranov (Schönwald-Frain). Město s dráhou nejprve spojovaly poštovní kočáry: 1. dopoledne z Vranova v 9.15 hodin, který zpátky od vlaku dorazil ve 12.00 hodin., 2. vyjížděl odpoledne ve 14.15 hodin a vracel se v 15.00 hodin a 3. večerní spoj vyrážel ve 21.15 hodin, aby přivezl od vlaku poslední cestující ve 24.00 hodin. Dostavníky nahradily postupně poštovní autobusy (Postbus). Dalším poskytovatelem špeditérské a osobní dopravy byla firma Franze Zaufala, který kolem roku 1900 vlastnil omnibusový vozový park. Rychlík z Vídně do Prahy stavěl v roce 1900 v Šumvaldu v osm hodin večer a v neděli odvážel výletníky na zpáteční cestě o šesté hodině večerní.

### Lodní doprava
Od roku 2007 na přehradě provozuje lodní dopravu Osobní lodní doprava s. r. o. (OLD) se sídlem ve Znojmě, která nabízí pravidelnou linkovou dopravu, vyhlídkové okružní plavby, plavby na objednávku a pronájem plavidel. Jednatelem firmy je Ing. Martin Balík.

## Cestovní ruch
Vranov nad Dyjí je považován za vstupní bránu do NP Podyjí a do rekreační oblasti Vranovské přehrady. Turisty je vyhledáván kvůli historickým památkám, aktivnímu odpočinku a rekreaci. Ubytovací kapacita městyse je dostatečná a různé úrovně. V roce 2004 se pohybovala kolem 784 lůžek. Jinak je na tom stravování, kde je nabídka v letní sezoně mnohem vyšší. Počet letních dnů se pohybuje v rozmezí 40–50. Podyjí je ideálním místem pro pěší a cyklistickou turistiku. Oproti jiným turistickým regionům je Vranovsko špatně dostupné. Malá hustota silniční sítě a její ve velké míře špatná kvalita jsou letitým problémem. Turisté využívají především vlastní automobilovou dopravu nebo jezdí na kole. V létě funguje linka cyklobusu mezi Vranovem a Znojmem se zastávkami v NP Podyjí. Dále využívají kolový vláček, který pendluje mezi městysem a přehradou. Lodní doprava staví na hrázi, v Lančově, na Chmelnici, v Campu Bítov na Vranovské pláži a pod hradem Bítov v zátoce.
Nejznámějšími rekreačními středisky jsou Hráz, Vranovská pláž, Švýcarská zátoka, Lančovská zátoka. Další se nachází kolem Bítova a Podhradí nad Dyjí. Kolem Vranova existuje celá řada pěších turistických stezek. Další stezky jsou turistům k dispozici v NP Podyjí a to i s napojením přes hranici do Rakouska.
- Okruh Heleny Mniszkové
- Felicitin okruh
- Claryho stezka
- Okruh Junáckým údolím
- Vranov-Hardegg

Cyklistické stezky nabízí nádherné pohledy do krajiny. Terén je ale členitý a v částech náročný. Jen cyklotras nabízí NP Podyjí 70. O hipostezky (Východní jezdecká a Severní jezdecká) se stará Klub českých turistů.
- Cyklotrasa Vranovskem
- Putování po hradech a zámcích
- Cyklostezka kolem Vranovské přehrady

## Ochrana přírody a krajiny
Zvláště chráněným územím v katastru Vranova nad Dyjí je Národní park Podyjí s jeho ochranným pásmem. Do území zasahují i evropsky významné lokality Natura 2000: „Údolí Dyje“ (CZ 0624095), „Vranov nad Dyjí – základní škola“ (CZ0623719) a „Podyjí“ (CZ0624096). Další chráněnou lokalitou je „Ptačí oblast Podyjí“ (CZ0621032). Zrovna tak se zde nachází evidované lokality s výskytem zvláště chráněných rostlin a živočichů s národním významem: ve Vranově užovka stromová a v Podyjí na louce pod Ledovými slujemi jasoň dymnivkový, ale také biotopy zvláště chráněných druhů rostlin a živočichů. Všechny vodní toky, jezera, rybníky, lesy a údolní nivy jsou podle zákona č. 114/92Sb., o ochraně přírody a krajiny, ve znění pozdějších předpisů považovány za významné krajinné prvky. Jižní a jihozápadní částí řešeného území prochází dálkový migrační koridor (DMK).
| Označení                   | Poddolovaná území z období bývalé těžební činnosti       |
| -------------------------- | -------------------------------------------------------- |
| Vranov nad Dyjí 1, č. 3105 | po těžbě před rokem 1945                                 |
| Vranov nad Dyjí 2, č. 3117 | Hraběnčina louka – po těžbě železné rudy před rokem 1945 |
| Vranov nad Dyjí 3, č. 3119 | U dvorce – po těžbě železné rudy do 19. století          |

## Ochrana kulturních památek
Celé katastrální území Vranov nad Dyjí patří podle zákona o státní památkové péči od roku 2002 do krajinné památkové zóny Vranovsko-Bítovsko.

### Nemovité kulturní památky
| Číslo        | Památka                                                       | Umístění                                        |
| ------------ | ------------------------------------------------------------- | ----------------------------------------------- |
| 28917/7-6897 | hrad a zámek, s omezením: bez domku kočího u zámecké jízdárny | čp. 93, 94                                      |
| 27945/7-6905 | kostel Nanebevzetí P. Marie                                   | čp. 20                                          |
| 48942/7-8342 | kaple sv. Heleny                                              | Zadní Hamry                                     |
| 20445/7-6911 | kaplička Nejsvětější Trojice                                  | při silnici na Lesnou nad obcí                  |
| 48951/7-8351 | kaplička sv. Josefa                                           | na křižovatce v obci                            |
| 14104/7-6913 | výklenková kaplička – poklona                                 | při silnici do Podmyče                          |
| 28676/7-6912 | výklenková kaplička – poklona                                 | u autobusové zastávky při silnici na Lančov     |
| 48952/7-8352 | výklenková kaplička – poklona                                 | u křižovatky na Lančov                          |
| 20549/7-6915 | kříž hraběnky Mniszkové                                       | skalní útes, SV od zámku                        |
| 26815/7-6910 | socha sv. Jana Nepomuckého                                    | při mostě                                       |
| 33536/7-6909 | sloup se sochou P. Marie                                      | náměstí                                         |
| 48950/7-8350 | jez na řece Dyji, u mlýna                                     | v obci                                          |
| 54866/7-9038 | venkovská usedlost                                            | čp. 10, u silnice směrem na Lesnou              |
| 10562/7-8635 | radnice stará                                                 | čp. 19                                          |
| 51957/7-9029 | městský dům                                                   | čp. 30, ul. 8. května                           |
| 48948/7-8348 | městský dům                                                   | čp. 44, náměstí                                 |
| 48947/7-8347 | městský dům                                                   | čp. 45                                          |
| 39807/7-6917 | vodní mlýn                                                    | čp. 57                                          |
| 48946/7-8346 | keramická továrna                                             | čp. 91, střed obce, při silnici vedoucí k zámku |
| 51994/7-9033 | zahradnictví                                                  | čp. 168, u fotbalového hřiště                   |

### Území s archeologickými nálezy
V případě jakékoliv přípravy stavební činnosti na katastrálním území Vranova nad Dyjí je každý stavebník povinen oznámit stavební záměr Archeologickému ústavu a umožnit archeologický výzkum.
| Číslo      | Umístění                                         |
| ---------- | ------------------------------------------------ |
| 33-22-18/1 | Na pláži                                         |
| 33-22-18/3 | Středověké a novověké jádro obce Vranov nad Dyjí |
| 33-22-18/2 | Zámek Vranov nad Dyjí                            |

### Památky místního významu
Podle památkové péče se nachází ve Vranově celá řada památek místního významu jako jsou drobné sakrální stavby, kapličky, kříže, kameny, dále také historicky nebo architektonicky cenné stavby. Proto památkáři doporučují takové hodnoty zachovat, ale také upozorňují na jakékoliv nevhodné zacházení s nimi. Zrovna tak doporučují zachování původních vyhlídek u vranovského zámku, vyhlídky Tanečnice, Hallamasskovy vyhlídky, Mniszkova kříže, serpentiny nebo jiných dominant, kam zahrnují například kostelní věž.
| Stavba                       | Umístění                   | Popis |
| ---------------------------- | -------------------------- | --- |
| Jelenův vodárenský domeček   | bez čísla                  | Město v roce 2014 za starosty Ing. Lubomír Vedry (ČSSD) domeček zbouralo i přes silné protesty Okrašlovacího spolku a Občanského sdružení Clary. (Souřadnice před demolicí – 48°53'46.230"N 15°48'42.743"E) Původně vlastnictví mlynáře a později podnikatele Innozenze Jelena. |
| Sklepní trakt základní školy | čp. 157 – bývalý pivovar   | Z panského barokního pivovaru vybudovaného kolem 17. a 18. století s administrativním, bytovým a skladovým zázemím se zachovala část přízemí s valenými klenbami a zčásti zřícené i zazděné podzemní sklepení (sklad). Po roce 1800 byla budova známa pod názvem „Helenina vila“. V roce 1859 město po dohodě s panstvem do budovy přemístilo německou obecní školu (z náměstí). V roce 1882 znojemský stavitel Johann Unger navrhl přestavbu celé budovy. Zpočátku sloužilo přízemí budovy ještě pivovaru, ale do roku 1906 byla budova celkově zmodernizována v trojpodlažní školní budovu obecné a měšťanské školy s tělocvičnou. |
| Jelenova vila                | čp. 250                    | Po vykoupení mlýna Inocence Jelena (původně Pointnerův mlýn zbudovaný na pozemcích Wieshof) z důvodu stavby přehradní nádrže investoval mlynář do cestovního ruchu a osobní autodopravy. V roce 1927 postavil „Vilu Jelen“ a v roce 1929 ji doplnil dopravním zázemím garáží (GARAGE JELEN 1929). V roce 2003 majitelé vilu zrekonstruovali a nyní se zde nachází Penzion Jelen. |
| Vila Monika                  | 8. května čp. 423          | Vlastník je pan Mucha Marek provozující hostinskou činnost v Onšově. |
| Zámecká vila                 | čp. 256                    | Hrabě Adam Zbyněk Leo Stadniki – Stadnicki vybudoval v roce 1930 u vranovského mostu přes Dyji čtyřpodlažní Zámeckou vilu (Schlossvilla) s dvaceti pokoji, kterou pronajímal rekreantům, pro zvýšení finančních prostředků (po pozemkové reformě). |
| Zámecký hotel                | čp. 92                     | Budova hotelu patřila původně k manufaktuře na keramiku, později přestavěna na hotel. Do vzniku Československa zde provozuje od roku 1915 Wilhelm Anderle Hotel Kino a restauraci. V roce 1917 zakoupil v dražbě hotel Thaya/Dyje po E. Czelothovi. Po vzniku Československa provozoval Zámecký hotel – dependance hoteliér Jan Ties (36 moderních pokojů, koupání v řece 3 min., výtečná vídeňská kuchyně, vlastní víno, budějovické a znojemské pivo, penze s celým zaopatřením v květnu až červnu 26 Kč, v červenci až srpnu 30–32 Kč, autobus ke každému vlaku, auto na objednávku, dvakrát týdně koncert Jazzband a má zavedený tel. č. 11). V roce 1936 hotel stavebně upravoval (přepychové pokoje, tenis, jízda na koni). Sídlila zde Národní jednota pro jihozápadní Moravu a provozovala v hotelu studentskou nocležnu. Po přiřazení k Třetí říši provozoval hotel Anton Zagler. V době ČSSR provozoval hostinskou činnost národní podnik Restaurace a jídelny. Vlastníkem objektu je v roce 2014 RT TECH s. r. o. |
| Bývalá sokolovna             | Bítovská čp. 284           | Prvorepubliková výstavba tělovýchovných objektů Sokola. V objektu se nachází rodinný dům. Vlastníkem objektu je Ing. arch. Sklenář Vavřín CSc. bytem ve Střelicích u Brna. |
| Bývalá sokolovna             | v Junáckém údolí           | |
| Elektrárenská vila           | čp. 260                    | Prvorepubliková vila. Objekt je po rekonstrukci a je využíván jako Penzion Anička. |
| Bytový dům Šmidka            | Havlíčkovo nábřeží čp. 231 | Vlastník Mucha Marek z Onšova. |
| Vila Jakoubek                | Havlíčkovo nábřeží čp. 283 | Původně v objektu bratři Klingrové z Vídně založili v roce 1879 továrnu na hedvábné stužky. Po ukončení výroby zakoupil budovu Josef Schimerka, který ji přebudoval na „Hotel Schimerka“ a cukrárnu s tanečním parketem (kavárna, cukrárna, poloha u jezera, koncerty, prospekty zavedena tel. linka č. 8). V roce 1940 zde byli ubytováni etničtí Němci z Besarábie. Po odsunu německého obyvatelstva dostal objekt do národní správy p. Jakoubek. Budova nakonec připadla armádě a fungovala jako rekreační vojenské středisko. Vlastníkem objektu je pan Mgr. Bc. Klempa Aleš. Pan Vladimír Kochol v objektu provozoval od 1992 do 2012 opravu nákladních silničních vozidel, od roku 2012 podle živnostenského rejstříku jen opravu silničních vozidel. |
| Vila Bellevue                | Havlíčkovo nábřeží čp. 201 | Původně vila v tzv. historizujícím „alpském stylu“ z druhé poloviny 19. století. Zachovalé dřevěné ornamenty ve štítu, zbytek poničen. Erlman Miroslav, který zde provozuje Penzion Bellevue. |
| Vila Ida                     | Bělidla čp. 39             | Secesní stavba byla postavena v letech 1907–1908 pro paní Idu Janowski. Po odsunu německého obyvatelstva v letech 1945–2004 byla v majetku státu jako bytový dům. V roce 2004 přešla koupí do soukromého majetku. Od roku 2007 se zde nachází Penzion Villa Ida. Vlastníkem objektu je paní Craig Lucie. |
| Vila právníka Eduarda Beneše | Zadní Hamry                | (48°53'33.26” N 15°49'51.73” E) |

## Synové a dcery obce
- Ernest Czeloth: dlouholetý starosta tržního městečka Vranov (od roku 1879), nositel zlatého záslužného kříže císaře Františka Josefa I. (1896), předseda okresního silničního výboru (Bezirkzstraßen-Ausschusses), ředitel Spořitelního a záložního spolku (Spar- und Vorschuß Vereines), čestný člen spolku válečných veteránů (Militär- Veteranen-Vereines), velitel a čestný člen dobrovolných hasičů (Freiw. Feuerwehr Frain), zasloužil se o rozvoj města a jeho turistický ruch, zejména výstavbu nové silnice v serpentinách (Serpentinenstraße), elektrifikaci města, dřevěný Císařský jubilejní most atd., zemřel v 69. letech 11. května 1906 ve Vranově, kde byl také pochován.[138]
- V prosinci roku 1947 udělila obec Vranov nad Dyjí čestné občanství předsedovi vlády Klementu Gottwaldovi.[139]